# Zgodovina Španije
Španija se lahko pohvali z izjemno zgodovino. Sprva so jo poseljevali kmetovalci in razna ljudstva. Kasneje so s severa Afrike prišli še Arabci, ki so se ustalili na Iberskem polotoku ter naselili skoraj celoten polotok. Pričeli s širjenjem svoje kulture, vere, jezika in običajev, nakar so jih Španci pregnali oz. spreobrnili v krščanstvo. Po poroki Izabele I. Kastiljske in Ferdinanda II. Aragonskega se je Španija združila. Sledile so razne vojne, nova odkritja s Krištofom Kolumbom, inkvizicija. Tedanjo dinastijo so sprva zamenjali Habsburžani, pod katerimi se je ekonomija Španije močno oslabila. Za Habsburžani so prišli Burboni, ki so uvedli vrsto reform ter okrepili špansko ekonomijo. Nadaljnji dogodki so peljali do raznih kriz in vojn, med katerimi so najbolj znane Španska nasledstvena vojna ter Španska državljanska vojna. Slednja je celo služila kot nekakšna generalka drugi svetovni vojni. Danes je Španija demokratična država in ena izmed najbolj priljubljenih turističnih destinacij.

## Prazgodovina
Najzgodnejši zapis o predstavnikih rodu Homo, ki so živeli v zahodni Evropi, je bil najden v španski jami Atapuerca; tam najdeno orodje iz kremena izvira izpred 1,4 milijona let, zgodnji človeški fosili pa izpred približno 1,2 milijona let. Sodobni ljudje v obliki kromanjoncev so začeli prihajati na Iberski polotok s severa Pirenejev pred približno 35.000 leti. Najbolj očiten znak prazgodovinskih človeških naselbin so poslikave v severnošpanski jami Altamira, ki so bile narejene ok. 15.000 pr. n. št.
Arheološki dokazi v krajih, kot sta Los Millares in El Argar, kažejo, da so na vzhodnem delu Iberskega polotoka v poznem neolitiku in bronasti dobi obstajale razvite kulture. Okoli leta 2500 pr. n. št. so nomadski pastirji, znani kot kultura linearne trakaste keramike, osvojili polotok z uporabo novih tehnologij in konjev, medtem ko so glede na študije DNK pobili vse lokalne moške. Španska prazgodovina sega do kultur predrimske železne dobe, ki so nadzorovale večino Iberije: kulture Ibercev, Keltibercev, Tartesijanov, Luzitancev in Vaskonov ter trgovske naselbine Feničanov, Kartažanov in Grkov na sredozemski obali.

## Zgodnja zgodovina Iberskega polotoka
Pred rimskim osvajanjem so bile glavne kulture ob sredozemski obali Iberci, Kelti v notranjosti in na severozahodu, Luzitanci na zahodu in Tartezijci na jugozahodu. Pomorščaki Feničani, Kartažani in Stari Grki so zaporedoma ustanavljali trgovske naselbine vzdolž vzhodne in južne obale. Razvoj pisave na polotoku se je zgodil po prihodu zgodnjih feničanskih naseljencev in trgovcev (pogojno iz 9. stoletja pr. n. št. ali kasneje).
Južni del polotoka je bil bogat z arhaičnimi feničanskimi kolonijami, neprimerljive z nobeno drugo regijo v srednjem in zahodnem Sredozemlju. Bila so majhna in gosto poseljena naselja. Kolonija Gadir (sodobni Cádiz), ki je vzdrževala močne povezave s svojo metropolo Tir, je izstopala iz preostalega omrežja kolonij in je imela tudi bolj zapleteno družbenopolitično organizacijo. Stari Grki so prispeli na polotok v poznem 7. stoletju pred našim štetjem. Ustanovili so grške kolonije, kot je Emporion (570 pr. n. št.).
Za ime Iberia so odgovorni Grki, očitno po reki Iber (Ebro). Do 6. stoletja pr. n. št. je velik del ozemlja južne Iberije prešel pod vsesplošni vpliv Kartagine (z dvema središčema punskega vpliva v Gadirju in Mastiji); slednji se je okrepil od 4. stoletja pr. n. št. dalje. Barcidi so po izkrcanju v Gadirju leta 237 pr. n. št. osvojili ozemlja, ki so spadala v vplivno območje Kartagine. Do leta 219 pr. n. št. je bila njihova prisotnost na polotoku podprta z njihovim nadzorom nad kraji, kot sta Carthago Nova (sodobna Cartagena) in Akra Leuké (sodobni Alicante), (oba so ustanovili Puni), pa tudi z mrežo starih feničanskih naselbin.
Polotok je bil vojaško prizorišče druge punske vojne (218–201 pr. n. št.), ki se je vodila med Kartagino in Rimsko republiko, silama, ki sta tekmovali za prevlado v zahodnem Sredozemlju. Rimljani so leta 206 pr. n. št. izgnali Kartažane s polotoka.
Ljudstva, ki so jih Rimljani srečali v času svojega vdora, so bili Iberi, naseljeni na območju, ki se je raztezalo od severovzhodnega dela Iberskega polotoka do jugovzhoda. Kelti so večinoma poseljevali notranji in severozahodni del polotoka. Vzhodno od Osrednje Mesete so območje Sistema Ibérico naselili Keltiberci, domnevno bogati z žlahtnimi kovinami (ki so jih Rimljani pridobivali v obliki davkov). Keltiberci so razvili prefinjeno tehniko kovanja železa, ki se je pokazala v njihovem kakovostnem orožju.
Keltiberske vojne so potekale med napredujočimi legijami Rimske republike in keltiberskimi plemeni Hispania Citerior od 181 do 133 pr. n. št. Rimsko osvajanje polotoka je bilo končano leta 19 pr. n. št.

## Rimska Hispanija (2. stoletje pr. n. št. – 5. stoletje n. št.)
Hispanija je bilo ime, ki se je uporabljalo za Iberski polotok pod rimsko oblastjo od 2. stoletja pr. Prebivalstvo je bilo postopoma kulturno romanizirano, lokalni voditelji pa so bili sprejeti v rimski plemiški razred.
Rimljani so izboljšali obstoječa mesta, kot je Tarragona, in ustanovili druga, kot so Zaragoza, Mérida, Valencija, León, Badajoz in Palencia. Gospodarstvo polotoka se je razširilo pod Rimom. Hispanija je oskrbovala Rim s hrano, oljčnim oljem, vinom in kovino. V Hispaniji so bili rojeni cesarji Trajan, Hadrijan in Teodozij I., filozof Seneka ter pesniki Marcial, Kvintilijan in Mark Anej Lukan. Hispanski škofje so okrog leta 306 imeli koncil v Elviri.
Po padcu Zahodnega rimskega cesarstva v 5. stoletju so deli Hispanije prišli pod nadzor germanskih plemen Vandalov, Svebov in Vizigotov.
Propad Zahodnega rimskega cesarstva ni povzročil enakega obsežnega uničenja klasične družbe, kot se je to zgodilo na območjih, kot so Rimska Britanija, Galija in Spodnja Germanija v zgodnjem srednjem veku, čeprav so institucije in infrastruktura nazadovale. Španski jeziki, njena vera in osnova njenih zakonov izvirajo iz tega obdobja.

## Gotska Hispanija (5.–8. stoletje)
Prva germanska plemena, ki so vdrla v Hispanijo, so prispela v 5. stoletju, ko je Rimsko cesarstvo propadlo. Vizigoti, Svebi, Vandali in Alani so prispeli v Hispanijo s prečkanjem gorovja Pireneji, kar je vodilo do ustanovitve Svebskega kraljestva v Galiciji, na severozahodu, Vandalskega kraljestva Vandaluzija (Andaluzija) in Vizigotskega kraljestva v Toledu. Romanizirani Vizigoti so vstopili v Hispanijo leta 415. Po spreobrnitvi njihove monarhije v rimskokatoliško vero in po osvojitvi neurejenih svebskih ozemelj na severozahodu in bizantinskih ozemelj na jugovzhodu je Vizigotsko kraljestvo sčasoma zajelo velik del polotoka.
Ko je Rim propadal, so germanska plemena vdrla v nekdanje cesarstvo. Nekateri so bili foederati, plemena, ki so bila vpoklicana za služenje v rimski vojski in so za plačilo prejela zemljo, medtem ko so drugi, kot so Vandali, izkoristili oslabljeno obrambo cesarstva za ropanje. Tista plemena, ki so preživela, so prevzela obstoječe rimske institucije in ustvarila kraljestva naslednike Rimljanov v različnih delih Evrope. Hispanijo so po letu 410 prevzeli Vizigoti.
Istočasno je potekal proces 'romanizacije' germanskih in hunskih plemen. Vizigoti so bili na primer spreobrnjeni v arijansko krščanstvo okoli leta 360, še preden jih je razširitev Hunov potisnila na imperialno ozemlje.
Vizigoti, ki so dve leti prej oplenili Rim, so leta 412 prispeli v Galijo, ustanovili Vizigotsko kraljestvo Toulouse (na jugu današnje Francije) in po bitki pri Vouilléju (507) postopoma širili svoj vpliv v Hispanijo na račun Vandalov in Alanov, ki so se preselili v severno Afriko, ne da bi zapustili trajni pečat v hispanski kulturi. Vizigotsko kraljestvo je svojo prestolnico preselilo v Toledo in doseglo vrhunec med vladavino Leovigilda.

### Vizigotska vladavina
Vizigotsko kraljestvo je osvojilo celotno Hispanijo in ji vladalo do zgodnjega 8. stoletja, ko je polotok padel pod muslimanskim osvajanjem.
Hispanija nikoli ni doživela upada zanimanja za klasično kulturo do stopnje, ki je bila opazna v Britaniji, Galiji in Nemčiji. Vizigoti, ki so asimilirali rimsko kulturo in jezik med svojim mandatom kot foederati, so ohranili več starih rimskih ustanov. Imeli so edinstveno spoštovanje do pravnih kodeksov, kar je povzročilo neprekinjene okvire in zgodovinske zapise za večino obdobja med letom 415, ko se je začela vizigotska vladavina v Hispaniji, in letom 711, ko naj bi se tradicionalno končala. Liber Iudiciorum ali Lex Visigothorum (654), znan tudi kot knjiga sodnikov, ki jo je Rekesvint razglasil na podlagi rimskega prava in germanskega običajnega prava, je prinesla pravno poenotenje. Po mnenju zgodovinarja Josepha O'Callaghana so se tedaj že imeli za eno ljudstvo in so se skupaj s hispanogotskim plemstvom imenovali gens Gothorum. V zgodnjem srednjem veku je bil Liber Iudiciorum znan kot Vizigotski zakonik in tudi kot Fuero Juzgo. Njegov vpliv na pravo sega do sedanjosti.
Vizigoti so v Hispaniji od pozne antike podedovali predfevdalni sistem, ki je na jugu temeljil na sistemu rimskih vil, na severu pa je svoje vazale oskrboval z vojaki v zameno za zaščito. Glavnino vizigotske vojske so sestavljali sužnji. Ohlapni svet plemičev, ki je svetoval hispanskim vizigotskim kraljem in legitimiral njihovo vladavino, je bil odgovoren za dvig vojske in samo z njegovim soglasjem je lahko kralj poklical vojake.
Gospodarstvo Vizigotskega kraljestva je bilo odvisno predvsem od poljedelstva in živinoreje; malo je dokazov o vizigotski trgovini in industriji. Domači Hispani so vzdrževali kulturno in gospodarsko življenje Hispanije in bili odgovorni za relativno blaginjo v 6. in 7. stoletju. Uprava je še vedno temeljila na rimskem pravu in šele postopoma so se združili vizigotski običaji in rimsko običajno pravo.
Vizigoti se do obdobja muslimanske vladavine niso poročali s španskim prebivalstvom in vizigotski jezik je imel omejen vpliv na sodobne jezike Iberije. Zgodovinar Joseph F. O'Callaghan pravi, da je ob koncu vizigotske dobe asimilacija Hispano-Rimljanov in Vizigotov potekala hitro, voditelji družbe pa so se začeli dojemati kot eno ljudstvo. Iz obdobja vizigotske vladavine je ostalo malo literature v gotskem jeziku - ohranjeni so le prevodi delov grške Biblije in nekaj fragmentov drugih dokumentov.
Eden izmed najpomembnejših vizigotskih vladarjev je gotovo Ataulf, ki je Vizigotsko kraljestvo spremenil iz plemenskega kraljestva v glavno politično silo pozne antike. Njegovo vladanje se je nenadno zaključilo, ko ga je, medtem ko se je umival v banji v palači v Barceloni, ubil eden od sužnjev Sarusa, sam pripadnik Gotov. Znana je bila tudi njegova žena, Gala Placidija, potomka Teodozija I., ki je skupaj s svojim možem, ki je bil poveljnik in kralj Vizigotov vse do svoje smrti, uspešno vodila in poveljevala kraljestvu. 
Po Ataulfovi smrti se je Gala Placidija znova poročila. Drugi zakonec je postal Konstancij III., ki je bil sedem mesecev zahodni rimski cesar, vladanje pa si je delil s Honorijem. V njegovem času so v velikih količinah gojili ribe, vino ter olive. 
Naslednji kralji so se menjavali kot po tekočem traku. Nasledil ga je Sigeric, ki je vladal le 7 dni. Le-tega je nasledil Valia (špansko Walia), ki se je na prestolu obdržal od 415 do 419. Znan je bil kot izjemen bojevnik in previden vladar, kar je glede na dotedanje razmere bilo povsem upravičeno. Sklenil je več mirovnih pogodb, med drugim tudi sporazum z Rimskim cesarstvom, ter mir z vladarjem Honorijem. Za središče svojega dvora si je izbral Toulouse, ki je do 5. stoletja ostal središče Vizigotskega kraljestva. Leta 418 je z Rimom podpisal foedus, s čimer je vizigotsko ljudstvo padlo pod oblast Rimskega cesarstva. 
Nasledil ga je Teodorik I., ki je vladal do leta 451. Tri leta kasneje, l. 454, pa se Rim z generalom Aetiusom znajde v krizi. Rodi se ideja za ponovno romanizacijo. Leta 672 kralja Recceswinta nasledi kralja Wamba, ki bi naj bil zadnji vizigotski cesar. Kralj je postal po naključju, in sicer ko je na pogrebu Recceswinta točil iskrene solze, je ljudstvo v njem prepoznalo dobro osebo ter se na podlagi tega, da ni bilo drugih naslednikov, odločilo, da ga okrona za kralja Vizigotov. Kljub temu da je tej funkciji glede na stara leta želel ugovarjati, glede kraljevanja ni imel izbire, saj bi ga v nasprotnem primeru ubili. Vladal je osem let, do leta 680. 
Leta 475 se z Euricovim zakonikom, zbirko zakonov, ki so vodili vizigotsko družbo in ki so nastali pod vodstvom Vizigotskega kralja Eurica, pojavi ideja o ponovni mirovni razporeditvi ozemlja. 
Z leti se je imperij vedno bolj fragmentiral. Leta 549 so se Bizantinci začeli zanimati za zahodni del cesarstva, med leti 574–581 pa, zahvaljujoč sporazumu med Bizantinci in Španci iz leta 580, pride do združitve Iberskega polotoka.

### Zlatarstvo v vizigotski Hispaniji
V 19. stoletju so arheologi v Guadamurju našli pomembno zbirko vizigotskih kovin, znano kot Zaklad iz Guarrazarja. Ta arheološka najdba obsega šestindvajset votivnih kron in zlatih križev iz kraljeve delavnice v Toledu z znaki bizantinskega vpliva, ki so jih v 7. stoletju v Španiji vizigotski kralji podarili rimskokatoliški cerkvi kot pričanje njihove vere ter podrejenosti cerkveni hierarhiji. Danes je ogled možen v narodnem arheološkem muzeju v Španiji v Madridu in v Muzeju Cluny v Parizu.
- Dve pomembni votivni kroni sta Rekesvintova in Suintila, razstavljeni v Narodnem arheološkem muzeju v Madridu; obe sta narejeni iz zlata, okrašeni s safirji, biseri in drugimi dragimi kamni. Suintilina krona je bila ukradena leta 1921 in je niso nikoli več našli. V zakladu je še več manjših kron in veliko votivnih križev.
- Akviliformne (v obliki orla) fibule, ki so bile odkrite v nekropolah, kot so Duraton, Madrona ali Castiltierra (mesta v Segovii). Te fibule so uporabljali posamezno ali v paru, kot sponke ali zatiče iz zlata, brona in stekla za spajanje oblačil.
- Vizigotske pasne zaponke, simbol ranga in statusa, značilen za vizigotska ženska oblačila, so opazne tudi kot dela zlatarstva. Nekateri kosi vsebujejo izjemne vložke iz lapis lazulija v bizantinskem slogu in so na splošno pravokotne oblike z bakrovo zlitino, granati in steklom.[22]

### Arhitektura vizigotske Hispanije
Med vladanjem Hispaniji so Vizigoti zgradili več cerkva v obliki bazilike ali tlorisu grškega križa, ki so ohranjene, vključno s cerkvami San Pedro de la Nave v El Campillu, Santa María de Melque v San Martín de Montalbán, Santa Lucía del Trampal v Alcuéscarju, Santa Comba v Bandeju in Santa María de Lara v Quintanilla de las Viñas. Vizigotska kripta (kripta San Antolín) v stolnici v Palenciji je vizigotska kapela iz sredine 7. stoletja, zgrajena v času vladavine Vamba, hrani posmrtne ostanke mučenika svetega Antonina iz Pamiersa. To so edini ostanki vizigotske stolnice.
Reccopolis v bližini majhne sodobne vasice Zorita de los Canes, je arheološko najdišče enega od najmanj štirih mest, ki so jih v Hispaniji ustanovili Vizigoti. Je edino mesto v zahodni Evropi, ki je bilo ustanovljeno med 5. in 8. stoletjem. Gradnjo mesta je ukazal vizigotski kralj Liuvigild v čast svojemu sinu Reccaredu II. in je služil kot Reccaredov sedež kot sokralj v vizigotski vizigotski provinci Celtiberia.

## Islamski Al Andaluz in krščanska rekonkvista (8.–15. stoletje)
Omajadski kalifat je do leta 710 prevladoval nad večino Severne Afrike. Leta 711 je bila islamska berberska osvajalska skupina, ki jo je vodil Tarik ibn Zijad, poslana v Hispanijo, da bi posredovala v državljanski vojni v Vizigotskem kraljestvu. Ko so prečkali Gibraltarski preliv, so dosegli odločilno zmago poleti 711, ko je bil vizigotski kralj Roderik poražen in ubit 19. julija v bitki pri Guadaleteju. Tarikov poveljnik Musa je hitro prestopil z arabskimi okrepitvami in do leta 718 so muslimani nadzorovali skoraj celoten Iberski polotok. Napredovanje v Zahodno Evropo so v današnji severno-osrednji Franciji zaustavili šele zahodnogermanski Franki pod vodstvom Karla Martela v bitki pri Toursu leta 732. Vse od takrat so se muslimani zadrževali za mejo Pirenejev ter se s Franki bojevali za gorske prelaze.
Muslimanski osvajalci (znani tudi kot 'Mavri') so bili Arabci in Berberi; po osvajanju je prišlo do spreobrnitve in arabizacije hispano-rimskega prebivalstva (muwalladum ali Muwallad). Po dolgem procesu, spodbujenem v 9. in 10. stoletju, se je večina prebivalstva v Al-Andaluzu spreobrnila v islam. Muslimansko prebivalstvo je bilo razdeljeno glede na etnično pripadnost (Arabci, Berberi, Muwallad), premoč Arabcev nad preostalo skupino pa je bila ponavljajoč se vzrok za spore, rivalstvo in sovraštvo, zlasti med Arabci in Berberi. Arabske elite bi lahko nadalje razdelili na Jemence (prvi val) in Sirce (drugi val). Moški muslimanski vladarji so bili pogosto potomci krščanskih suženj. Kristjanom in Judom je bilo dovoljeno živeti kot podrejene skupine razslojene družbe pod sistemom dhimmah, čeprav so Judje na nekaterih področjih postali zelo pomembni. Nekateri kristjani so se preselili v severna krščanska kraljestva, medtem ko so tisti, ki so ostali v Al Andaluzu, postopoma postali znani kot musta'arab (mozarabi). Poleg sužnjev iberskega izvora so suženjsko prebivalstvo sestavljali tudi Ṣaqāliba (dobesedno pomeni 'Slovani', čeprav so bili sužnji generično evropskega izvora) in sudanski sužnji. Pogosti vpadi v krščanske dežele so Al Andaluzu zagotovili stalen stalež sužnjev, vključno z ženskami, ki so pogosto postale del haremov muslimanske elite. Sužnje so pošiljali tudi iz Španije drugam v kalifatu.
Al Andaluz je sovpadela z La Convivencio, obdobjem relativne verske strpnosti, in z zlato dobo judovske kulture na Iberskem polotoku.
Med najbolj znanimi karizmatičnimi in napadalnimi vojaškimi diktatorji je Al-Mansur (šp. Almanzor), ki se je boril proti krščanskemu severu. Ta je leta 985 oplenil Barcelono in leta 988 in 989 napadel Zamoro, Toro, Leon in Astorgo, ter nadzoroval dostop do Galicije. Under his son, other Christian cities were subjected to numerous raids. Kot narod so bili zelo učeni, blesteli so namreč v matematiki, geometriji, astronomiji, znanosti, dekorativni umetnosti ter poeziji. V času Mavrov je na Iberskem polotoku cvetela ekonomija, rokodelska opravila, pa tudi agrikultura, ki je zagotavljala proizvodnjo sadja skozi celo leto. Gojili so predvsem riž, žafran in palmin sladkor.
Blestela pa je tudi njihova arhitektura, za katero je značilna pretanjena izdelava, blesteča barva, podkvasti loki, notranja dvorišča, parna okna in zapleteni muqarnas stropi. Eden izmed največjih kulturnih in najbolj dodelanih mavrskih spomenikov je Velika mošeja, Córdoba (špansko La mezquita-catedral de Córdoba), ki so jo po rekonkvisti preuredili v stolnico. Španski muslimani že od začetka 21. stoletja prosijo Rimskokatoliško cerkev, da bi jim dovolila moliti v njej, vendar so bile njihove prošnje s strani cerkve in Vatikana že večkrat zavrnjene. V tej mošeji je moč opaziti tudi kulturo Andaluzije za čas 10. in 11. stoletja. 

### Arabski kalifat
Arabci so v času vladanja po smrti preroka Mohameda ustanovili štiri kalifate. Eden izmed najpomembnejših je Omajadski kalifat, kateremu je vladala rodbina Omajadov, in ki je bil prisoten tudi na Iberskem polotoku. Po poreklu so bili Omajadi iz Meke, njihova prestolnica pa je bila Damask. Kalifat se je raztezal na več kot 13. milijonih kvadratnih kilometrov ter se tako uvrstil na peto mesto največjih imperijev v človeški zgodovini. Omajade so nato leta 750 z oblasti vrgli Abasidi, zaradi česar so se bili Omajadi prisiljeni umakniti preko severne Afrike v Al Andaluz, kjer so ustanovil Kordovski kalifat (El Califato de Córdoba), ki je trajal vse tja do leta 1031, ko so nastala prva neodvisna mavrska kraljestva, imenovana taifa. Kralji Taife so tekmovali v vojni in v zaščiti umetnosti, kultura pa je doživela kratko renesanso.  
Po smrti zadnjega omajadskega kalifa Marvana II. leta 750 je od omajadske vladarske družine preživel le Abd Al Rahman I. (špansko Abderramán I.), ki je bil prvi emir Kordovskega emirata v Omajadskem kalifatu. Na jugu Iberskega polotoka je ustanovil kraljestvo s prestolnico v Kordovi ter sebe in svojo družino proglasil za naslednike novega Omajadskega kalifata. Pod njegovim vladanjem je Iberski polotok postal politično neodvisen.
Almohadi, ki so do leta 1147 prevzeli nadzor nad ozemlji Almoravidov Maghribi in Al Andaluz, so presegli Almoravide v fundamentalističnem islamskem pogledu in so ostro obravnavali neverujoče dhimmije. Mnogi Judje in kristjani so odšli pred izbiro smrti, spreobrnitve ali izselitve.
Do sredine 13. stoletja je bil Granadski emirat edino neodvisno muslimansko kraljestvo v Španiji, ki je preživelo do leta 1492 tako, da je postalo vazalna država Kastiliji, ki ji je plačevalo davek.

### Legenda o spopadu na prelazu Roncevaux
Na enem izmed teh spopadov pa je na prelazu Roncevaux leta 778 nastala legenda, ki je še danes najbolj slavna kot ep chansons de geste z naslovom Pesem o Rolandu. Po legendi bi naj dva frankovska viteza, Roland in Oliver (ali Orlando in Rinaldo) skušala svojo vojsko popeljati na sever, saj so nanju močno pritiskale muslimanske sile. Oliver je Rolanda pozval, naj pokliče okrepitve ter potrobi v rog, vendar ga le-ta ni slišal ter je nadaljeval z bitko. Šele ko je izgubil in ko je bilo vse izgubljeno, je potrobil v rog, da so mu popokale vse žile v glavi ter da ga je slišala cela Francija. Rolando je na svojem konju omedlel, z mečem pa ga je v metežu udaril še slepi Oliver in ga ubil.

## Konflikti religij
Glede na samo razširjenost muslimanske države ter samega islama je sama Evropa postala glavna baza krščanstva, saj se zaradi velikega muslimanskega ozemlja krščanska vera ni mogla širiti čez Iberski polotok ali islamske meje. S tem je muslimanom uspelo onemogočiti stik med ozemljem kristjanov in drugimi civilizacijami. Pregrada na Iberskem polotoku je tako zaprla vse stike, trgovinske, intelektualne in politične komunikacije. Glede na slabo situacijo krščanstva, se je le-to znašlo pred dvema pomembnima nalogama: bodisi bojevati se proti islamu, bodisi spreobrniti pogane. S pomanjkanjem nadzora Bizantinskega cesarstva na zahodu so se države morale znajti same, morale pa so sprejeti tudi razne ukrepe glede avtonomije ter samozadostnosti. Zahodni svet je tako postal odličen teren za razvoj fevdalizma. Moč se je s Sredozemlja in bivšega rimskega cesarstva z islamsko silo tako pomikalo proti severu, predvsem proti frankovskemu kraljestvu. 
Tedanja srednjeveška Španija je bila tako nekaj izjemnega. Obstajalo je pet kraljestev, v katerih so častili tri verstva: krščanstvo, islam in judovstvo, govorili pa so kar šest glavnih jezikov: kastiljskega, galicijskega, katalonskega, portugalskega, arabskega ter baskovskega. Med verami je pogosto prihajalo do raznih konfliktov, sploh med muslimani in krščani, saj so slednji veljali za dokaj neotesane, medtem ko so njihovi nasprotniki na jugu bili veliko bolj urbanizirani in civilizirani. Njihova strpnost pa se je kazala tudi v odnosu do judovske vere, ki se je pod muslimansko oblastjo razširila po večini njihovega ozemlja na Iberskem polotoku. Judje so tako skozi zgodovino srednjeveške Španije igrali pomembno vlogo v upravi, medicini, učenosti, trgovini in bančništvu. 
Kljub moči Bizantinskega cesarstva, je islam vseeno močno vplival na vzhod. Z Mohamedom in krščansko-muslimanskim rivalstvom se je začrtala evropska identiteta. Rivalstvo med eno in drugo religijo pa se je še posebej videlo v tem, da so vernike tako ene kot druge vere učili, da v nasprotni religiji vidijo nevernike. Nesporazumi in negativni stereotipi so se tako začeli kopičiti in razvila se je močna dihotomija med Zahodnim (krščanskim) in Vzhodnim (islamskim) svetom. Sčasoma pa se je na Zahodu pričela razvijati miselnost nadvlade in prezira nad Vzhodom, ki je izvirala predvsem iz vrst zahodnjakov, ki so mislili, da so nosilci najvišje civilizacije.

## Srednji vek
Srednji vek na splošno delimo na zgodnji, visoki in pozni srednji vek. Letnice prehoda iz enega v drugega je razmeroma težko začrtati, saj dogodki ponekod trajajo dlje, drugod pa manj časa. Poleg tega je potrebno upoštevati tudi dejstvo, da se okoliščine v različnih delih Španije ter ostale Evrope zelo razlikujejo. 
Kljub temu lahko časovni okvir okvirno določimo nekako takole: 
Zgodnji srednji vek (špansko Alta Edad Media) naj se bi pričel s padcem Zahodnega rimskega cesarstva leta 476 v 5. stoletju ter trajal do 10.-11. stoletja. Zajema torej čas od Rimljanov, vladanje Vizigotov, prihod Mavrov, njihov propad, prihod tujih ljudstev ter nastanek prvih samostanov. Leta 722 poteka tudi bitka v Cavadongi, s katero se prične rekonkvista, ki je še posebej intenzivna leta 929 v času kralja Abd Al Rahmana III., duhovnega in političnega voditelja, ki se bori za razvoj muslimanske vere proti severu. Deset let kasneje Karel Martel muslimane zaustavi pri prodoru v južno Francijo v bitki pri Poitiersu. Reka Ebro je taka predstavljala mejo med muslimanskim in krščanskim svetom. Miselnost okrog leta 1000 se je razvijala z miselnostjo o koncu sveta (padcem meteorita). 
S koncem zgodnjega srednjega veka se prične visoki srednji vek (špansko Plena Edad Media), ki bi se naj pričel na okoli leta 1000 oz. po mnenju nekaterih tudi sto let kasneje. Trajal naj bi do 12. oz. 13 stoletja. V tem obdobju nastajajo po Evropi številna mesta in pomembna trgovska središča. Nastale so razne javne šole, kasneje univerze. Rasel je intelektualni sloj, po drugi strani pa je to čas križarskih vojn, vpadov Madžarov in Vikingov ter večanja prebivalstva. Krščanstvo se je razširilo v večino evropskih dežel.
Pozni srednji vek (špansko Baja Edad Media) pa bi se naj pričel v 14. oz. 15. stoletju, ki velja za bolj mračno obdobje, sploh zaradi posledic kuge. Je tudi obdobje inkvizicije, stoletne vojne med Anglijo in Francijo ter mnogokaterih vojn, ki so prebivalstvo zdesetkale. Leta 1453 je z obleganjem Konstantinopla padla še druga, vzhodna polovica Rimskega imperija. Leta 1455 je Gutenberg iznašel tisk, mračnost obdobja pa je vabila na tuja, neevropska tla. S tem se razvijejo želje po novih odkritij, med drugim Amerike, širjenja ozemelj ter razvoja znanosti, anatomije, sveta, vesolja ter humanizma, kar je vodilo v rojstvo renesanse v Italiji. 

## Berberske muslimanske dinastije
V času od 1056 pa vse tja do njihovega poraza leta 1147, so na Iberskem polotoku na povabilo španskih muslimanov v Španijo prišli Almoravidi. Leta 1062 so ustanovili mesto Marakeš ter ozemlje razširili vse tja do Alžirije. Ob prihodu so premagali kristjane ter jih potisnili proti severu in s tem zavladali skoraj celotni muslimanski Španiji. 
Leta 1147 so iz Severne Afrike pa tudi iz Španije prišli Almohadi, ki so Almoravide izrinile s prestola ter razširili svojo oblast nad vsem Maghrebom in zatem še nad Al Andaluzom. Njihova oblast je trajala vse tja do leta 1212, ko je vojska Kastilije, Aragonije, Navare in Portugalske v bitki Las Navas de Tolosa porazila Mohameda III. Po tem porazu so Almohadi kmalu izgubili skoraj vsa ozemlja na polotoku, vključno s Kordovo in Seviljo, ki je predstavljala novo glavno mesto. 
Oblast v Afriki se je kljub vsemu nadaljevala, vendar se je ozemlje kmalu razdrobilo zaradi raznih uporov plemen, kar je njihovim največjim nasprotnikom Marinidom omogočilo, da so leta 1215 prevzeli oblast. 

## Konec muslimanskega obdobja in rekonkvista
Kalifat se je sčasoma začel fragmentirati ter l. 1013 dokončno razpadel na manjša, neodvisna mavrska kraljestva, ki jim v španščini pravimo taifas. 
Mir na Iberskem polotoku ni trajal dolgo. Že v 11. stoletju je krščanski sever pričel z napadom na jug ter z rekonkvisto Al Andaluza. Mlada krščanska kraljestva so v imenu krščanstva s severa vedno bolj prodirala proti jugu in sicer z namenom, da premagajo Mavre ter muslimansko vero, saj je bila bolj kot koncept jezika pomembna krščanska identifikacija. Vendar je boj proti muslimanov bil vedno bolj podoben sveti vojni. Kljub temu, da je Al Andaluz prejela pomoč severno-afriških muslimanov in se z njihovo pomočjo za nekaj časa pobrala, Mavrom proti koncu 12. st. ni od nje ostalo nič drugega kot Granada, ki predstavlja zadnjo mavrsko kraljestvo. Zadnja muslimanska dinastija, ki je vladala na Iberskem polotoku v Granadi je bila rodbina Nazarí. Vladala je vse tja od leta 1238 pa do padca Granade leta 1492, ko se je Mohamed XII. predal Izabeli in Fernandu. Njen padec je hkrati pomenil padec za Al Andaluz. 
Število arabskih priseljencev je močno upadlo, predstavljalo je namreč le okoli 5% prebivalstva. Omeniti pa moramo tudi vdor raznih berberskih ljudstev s severa in Atlasa, ki poligamije prav tako kot kristjani in muslimani niso poznali. 
Kraljevina Kastilija in Leon se je po novem raztezala od severne do južne obale ter tako obkrožala Granado na jugu, ki se je znašla v notranjem razsulu. Počasi se je pričela razvijati tudi prva generacija konkvistadorjev, ki se je obogatila na račun plenjenja juga ter ustanavljanjem velikih latifundij. V tem času pa je Kastilija postala tudi glavna evropska izvoznica merino volne, zahvaljujoč krepkim afriškim ovcam merino, ki so se pasle po planoti Meseti. Z rekonkvisto je l. 1143 Portugalska postala ločeno kraljestvo.

## Čas Kastilije
Kastilija se je v tistem času lahko pohvalila z izjemnim obsegom; bila je namreč največja španska provinca v tistem času. Pokristjanjevanje je bilo v polnem zagonu in se širilo proti jugu, dokler niso ali spreobrnili ali nagnali vseh muslimanov. 
Z zakonodajnega vidika veljajo Zakoni / Privilegiji iz Navarre (špansko Fueros de Navarra); izraz je uporabljen za opis celotnega zakonodajnega sistema. Ta čas pravnih pravic in rimljanskega sistema delimo na dve periodi: prva traja od 9. stol. do leta 1839, druga pa od leta 1841 in je v veljavi še danes. Prva polovica je bila čas nacionalne suverenosti in popolne zakonodajne moči. V tedanjem španskem parlamentu (špansko Los Cortes) (prvi je nastal leta 1188) so potekala razna združenja plemičev in klerikov, z njim pa so se pričeli tudi zametki demokracije. Med drugim pa so se na srečanjih pogovarjali tudi o razdelitvi ozemelj. 

### Umetnost srednjeveške Kastilije
Z umetniškega področja je vredno omeniti Pesem o Fernánu Gonzálezu sicer neznanega avtorja. Pesem govori o raznih dejanjih nekdanjega kastiljskega grofa Fernána. Med leti 1250 in 1266 bi jo naj napisal menih iz samostana San Pedro de Arlanza. Pesem govori o njegovih spopadih proti Mavrom, proti kraljestvu Navarre, o debatah s kralji iz Leóna ter o njegovem zavzetju za ohranitev samostana San Pedro de Arlanza, kjer je Fernán tudi pokopan. Pesem je napisana v prid kralja Fernána, ki ga označuje za legitimnega kralja, kar opravičuje kastiljsko prevlado na Iberskem polotoku v tistem času. Glede na to, da se je večina zgodb o kralju predajala ustno, so le-te postale bolj legende, kot pa resnične zgodbe. 
Znana je tudi zgodovinska knjiga Zgodovina Španije (špansko Estoria de España), ki velja za prvo podaljšano verzijo o zgodovini Španije, napisano v stari španščini, in sicer na pobudo tedanjega kastiljskega kralja, Alfonza X. Kastiljskega, poznanega tudi pod imenom Alfonz El Sabio (A. Modri). Slednji je na prestol prišel leta 1257 po nasledstveni krizi po smrti Guillerma Nizozemskega leta 1256. Alfonz je tako postal naslednik z nazivom Rimski kralj Svetega rimskega cesarstva. Vsebina knjige se osredotoča na zgodovino od biblijskih časov dalje. Razdeljena je na štiri velika poglavja. Prvi govori o zgodovini Starega Rima in srednjeveških evropskih monarhih, ki so se imeli za dediče Rimskega cesarstva. Druga pripoveduje zgodovino gotskih kraljev in barbarov, tretja govori o Asturskem kraljestvu, pod katerimi se je pričela rekonkvista, zadnja pa priča o zgodovino kraljestva Leóna in Kastilije. Leta 1284 se problemi z nasledstvom zopet pojavijo. 

## 14. stoletje
Za 14. stoletje so bile značilne bolezni in spori. Podnebne spremembe so v Evropi povzročile propad pridelkov in veliko revežev je trpelo lakoto. Eden izmed prvih ukrepov, da bi ublažili pomanjkanje hrane, je bil prost pretok živil po vsej Kraljevini Kastiliji in Leonu, pa čeprav se je agrarna kriza nadaljevala vse do leta 1425. Ker so zaradi razmer oslabeli, je lažje izbruhnila in se širila strašna kuga, imenovana tudi črna smrt, zaradi katere je umrla skoraj tretjina prebivalstva. Ostri padec števila prebivalcev je povzročil pomanjkanje delovne sile, kar je vodilo do družbenih nemirov.
Cerkvena situacija v španskih kraljestvih med 14. In 15. stoletjem je predstavljala nadaljevanje krize, zaradi nemirov cerkve, poslabšal pa se je tudi položaj menihov in duhovnikov. Glavni krivec je bilo kopičenje bogastva.
Od druge polovice 14. stoletja do poznega 15. je prišlo do več spopadov med različnimi kraljestvi, ki so se borili za nadvlado polotoka. Vojni konflikti in poroke so pripeljale do združitve Kastilije in Leona z Aragonskim kraljestvom v času socialnih kriz, ki so se širila po Sredozemlju. 

### Črna smrt
Črna smrt oziroma kuga je v Evropo leta 1347 prišla iz srednje Azije. Razširila se je zelo hitro in v treh letih povzročila smrt več milijonov ljudi. Bolezen so na ljudi posredno prenašale bolhe, ki so pikale podgane, prenašalke smrtonosne bakterije. Ker pa ljudje v srednjem veku niso dobro vedeli kako se bolezen širi, je to povzročilo strah in paniko. 
Spomladi 1348 pa je črna smrt dosegla tudi špansko ozemlje, kamor je bila prinesena z ladjo, ki je prišla iz Genove. Prvi prizadeti kraji so bili Balearski otoki in od tam se je poleti kuga razširila po vsem polotoku. Kuga je najbolj prizadela mesta zaradi gostote prebivalstva in higienskega primanjkljaja. Večina žrtev je pripadala nižjemu sloju in ne višjemu, čeprav je kuga prizadela tudi prebivalce višjega sloja. Prebivalstvo je tako ostalo nemočno pred kugo in slepo verjelo v srečo in vero. Dodatne ekonomske težave fevdalnih gospodarjev so še samo pripomogle k pretiranemu izkoriščanju svojih podložnikov.
V ozadju kuge pa je bilo tudi iskanje krivca. Obtoženi so bili Judje, ki naj bi zastrupljali vodnjake. Tako je prišlo tudi do dokončnega preloma med kristjani in Judi in sicer leta 1391. Takrat je Fernán Martinez, duhovnik iz Sevilje, izkoristil svojo moč in pozicijo ter nagovarjal vse privržence proti Judom. Nasilje se je tako razširilo po vsem polotoku, Judom pa so dali na izbiro ali smrt ali krščansko vero, torej krst kot edini način preživetja. S tem se je ustvaril antisemitizem, prisoten tudi v Nemčiji in Franciji.

## Čas Aragonije
V tem času smo priča širjenju ozemlja tudi v Aragonskem kraljestvu. Na umetniškem področju je znan Ramon Llull, filozof, teoretik in pisatelj. Rodil se je leta 1232, umrl pa leta 1315/1316. Mnogi ga smatrajo za pionirja algoritmične teorije. Med drugim je poznan tudi Bernat Metge, katalonski humanist in avtor knjige Lo Somni (1399). 
Aragonska monarhija je imela dva cilja v boju, in sicer vključiti Kraljevino Murcija v Aragonsko kraljestvo (težnja, ki je segala že v čas Jaime I. V 13.stol.) in nadvlada zahodnega Sredozemlja proti Kastiliji in Genovi.
Na polotoku so se relativno prijateljska razmerja med Kastilijo in Aragonskim kraljestvom v času Alfonsa XI (1313-50) precej poslabšala z njegovim naslednikom in sinom Pedro el Cruel (kruti Pedro) oz. Pedro I. Kastiljski, ko se je povezal z Genovo. Na polovici 14. stoletja je Kastilija prestala globoko socialno soočenje na čelu Pedra I. Kastiljskega in njegovega brata Henrika II. Kastiljskega, pretendenta za prestol. 
Tenzije med Pedrom in njegovimi polbrati so naraščale, saj je Marija, mati Pedra, dala Leonor, ki je bila mati polbratov, aretirati in usmrtiti. Pedro je tako svoje nasprotnike pod vodstvom Henrika II. premagal pri Najeri leta 1360 in dal svoja polbrata Juana in Fernanda usmrtiti.
Bitka pri Najeri je veljala za vzrok za nadaljevanje vojen. Angleži so se strinjali z bojevanjem v Španiji, če bi za to bili plačani, vendar denarja ni bilo. Tudi Pedro ni dobil učinkovitega nadzora nad svojim kraljestvo, ko je Henrik II. uprizoril politično vrnitev za podporo Aragonije in Francije. Tako sta se l. 1369 vojski obeh mož srečali pri Montielu, kjer je bil Pedro poražen in ubit.

### Almogavares
Iz Aragonije so med drugim prihajali tudi Almogávares. Slednji so bili razred vojakov iz mnogih kraljestev z Iberskega polotoka. Združevati so se pričeli v času rekonkviste, v 13. in 14. stoletju. Gre za lahko oborožene vojake, ki so bili zelo okretni in hitri ter niso imeli konjev. Sprva so jih sestavljali kmetje in pastirji. Kasneje pa so jih najeli kot plačance oz. najemniške vojake v Italiji in Latinski Grčiji. Včasih so jim pravili tudi gozdne pošasti, ki bi naj kradle otroke.
Nastali so zaradi mnogih muslimanskih invazij na Iberski polotok, vojn za rekonkvisto in vojaških kampanj Al Andaluza. Ljudstvo je bilo tako pogosto okupirano in nemočno. Pričela so se razna združevanja, sprva kmetov in pastirjev, da bi se ubranili prišlekom in vojnam na njihovih ozemljih. Njihovi upori so največkrat trajali po par dni, odvijali pa so se na deželi, kjer 'vojaki' niso imeli strehe nad glavo. Morali so biti prilagodljivi in zmožni preživeti v težkih razmerah. Ti upori so 'vojakom' prinesli več dobrin, kot pa celoletno delo na kmetiji, zato ni čudno, da je njihovo število bilo v porastu. 
Bili so lažje oboroženi, največkrat so pri sebi imeli le dolg nož, sulico in ščit za obrambo. Imeli so dolgo brado, revno obleko in sandale. Po navadi so s seboj nosili kremen, s katerim so pred bitko udarili po svojem orožju, da so se naredile iskre in s čimer so ustrahovali nasprotnike. 
Njihov najvišji vodja se je imenoval Adalid (naziv, ne ime). Moral je biti moder, pogumen, inteligenten in zvest, saj je moral svoje vojake voditi skozi bitke ter se ogibati nevarnostim. Moral pa je imeti tudi znanje, da je lahko zavaroval in ustvaril razna zatočišča, zagotovil pitno vodo in kurjavo. Sprva so bili vodje doživljenjsko, od 14. stoletja dalje pa se je naziv dedoval. Voditelji vojn so se imenovali Almocadeni. Morali so biti podučeni o vojskovanju in vodenju svoje skupine. Znati je moral motivirati svoje vojake, biti hiter, okreten ter se hitro skriti. Almogavari so bili nižjega rodu. To so bili tisti ljudje, ki so formirali vojsko. 

### Rodbina Trastámara
Rodbina Trastámara je bila španska dinastija, ki je pričela z vladanjem v 14. stoletju, natančneje leta 1369. Sprva se je njihova moč raztezala le nad Kastilijo, kasneje pa so svojo oblast razširili tudi na območje Aragonije, Navarre ter Neaplja. 
Prvi kralj te rodbine je bil Henrik II., njeno vladanje pa se je zaključilo leta 1469, z združitvijo Kastilije in Aragonije. 
Pod vladanjem Henrika II. se je uveljavil nov družbeni sloj, ki je dobil veliko raznih privilegijev in zemlje, kar je vodilo v nestabilnost Kastilije. Za njim oblast prevzame sin Ivan I. Kastiljski, ki se je želel polastiti portugalske krone ter unificirati celoten Iberski polotok. Žal mu je spodletelo. Po njegovi smrti je prestol zasedel najstarejši sin Henrik III., ki je imel v tem času le 12 let. Med njegove dosežke štejemo prevzem nadzora nad Kanarskimi otoki. Umrl je pri rosnih 27-tih letih, med invazijo Granade na Murcio. Ker je bil njegov sin Juan II. (Janez II.) premlad za prestol (imel je dve leti), sta na mesto njega vladala njegov stric Ferdinand in njegova mati Catherine Lancaster. Po Juanovi smrti oblast prevzame njegov sin Henrik, ki postane kralj Henrik IV. Kastiljski. Slednji je veljal za zelo nepriljubljenega kralja. Z drugo ženo je imel hči Ivana Beltranejo (princeso Ivano), za katero so ljudje začeli sumiti, da je nezakonska. Vplivneži so tako od Henrika zahtevali, da za naslednika imenuje brata Alfonsa, ki pa je še preden je zavladal umrl zaradi zastrupitve. Leta 1468 je tako s sporazumom Toros de Guisando na oblast prišla njegova polsestra, Izabela I. Kastiljska. Henrik je njeni poroki s Ferdinandom močno nasprotoval, saj je bil mnenja, da bi se z njuno poroko kršil sporazum, s katerim je Izabela prišla na oblast. Napetosti so vodile v špansko državljansko vojno. 
Zadnja vladarica te dinastije je bila hči Ferdinanda in Izabele, Juana Kastiljska. Po njeni smrti je prestol preko njenega sina prešel v roke Habsburžanov, saj je bila poročena s Filipom, sinom svetega nemškega cesarja Maksimilijana. 

## Izabela I. Kastiljska in Ferdinand II. Aragonski
Izabela I. Kastiljska je hči Janeza II. Kastiljskega ter Izabele Portugalske. Rodila se je l. 1451. Njen prihod na prestol ni bil ravno brez ovir, saj ni bila edina možna naslednica za prestol. Mesto si je delila z bratom Alfonsijem. Njun polbrat, Henri IV., ju je večkrat zbadal ter poniževal, da nista pravšnja za vladanje, vendar je Izabela svojo moč in sposobnost za prestol odkrila s pomočjo branja evangelijev. Leta 1468 Alfonso umre, po vsej verjetnosti zaradi zastrupitve, in tako Izabela ostane edina dedinja kraljestva, saj je njen brat Henri IV., kralj Kastilije in Leona bil brez legitimnega nasledstva – njegova hči je namreč bila nezakonska. 19. septembra 1468 Izabelo imenujejo za princeso; z vladanjem prične leta 1474, s Ferdinandom II. Aragonskim pa se poroči leta 1469, pri rosnih 18-tih letih. Po njeni smrti jo je nasledila hči, ki je vladala zelo malo časa, saj se je izkazala za nedosledno in nesposobno. Zamenjala sta jo njen mož Filip Lepi, nato pa še sin Karel Peti. 
Pred smrtjo je Izabela napisala tudi oporoko, v kateri je svoje naslednike pozvala najprej k osvojitvi, nato pa k pokristjanjevanju območij severne Afrike. Odkritje Amerike je zadevo nekoliko upočasnilo, saj je osvajalce odkrivanje nove celine zamotilo bolj kot pa osvajanje Afrike. Venomer je zagovarjala in branila enakost med ameriškimi domorodci in Evropejci, s čimer si je s strani mnogih zgodovinarjev priborila naslov za Začetnico človekovih pravic – kljub temu, da je iz Španije izgnala ali pa zahtevala spreobrnitev v krščanstvo za Jude in Arabce. 
Ferdinand II. Aragonski je tako kot njegova žena Izabela katoliški vladar ter eden izmed najbolj pomembnih kraljev v španski zgodovini. Po smrti polbrata Karla Aragonskega je postal dedič aragonske krone. Sprva ima skupaj z Izabelo sina, Janeza I., ki pa zaradi tuberkuloze umre pri rosnih 19-tih letih.

### Poroka Izabele Kastiljske in Ferdinanda Aragonskega
Poročila sta se zelo mlada, ona pri 18-tih, on pa pri 17-tih letih. Poroki je močno nasprotoval kralj Kastilije in Izabelin polbrat, Henri IV., ki bi svojo polsestro raje videl s Karlom Aragonskim, ki pa je na žalost predčasno umrl. Med drugim pa Fedinand ni bil edini kandidat za Izabelo. Tudi ni bil najbolj vpliven ali bogat. Bil je sin slepega kralja, Janeza II., ki si je lastil bore malo posestev, med drugim tudi Sicilijo. Aragonija je bilo za razliko od Kastilije dokaj malo kraljestvo, sploh pa ni bilo tako poseljeno, močno in bogato. Še več, Ferdinand je pri svojih 17-tih letih imel ljubico in nezakonskega otroka. Kljub temu se je Izabela odločila, da ga izbere za moža. Razlog verjetno tiči v tem, da je Aragonija bila edino kraljestvo, ki je podpiralo njene pravice, ko je bila še princesa. 
Za poroko je tedanji papež Pij II. ustvaril lažno bulo, saj se je njun zakon s političnega vidika izkazal za zelo nepopularnega. Na listini je tako papež pustil prazno mesto pri vpisu imena žene, da bi si jo Ferdinand lahko izbral sam. Papeža Pija II. je nasledil Pavel II., ki pa poroke med Izabelo in Ferdinandom ni odobraval, med drugim tudi zato, ker sta zakonca bila bratranca. Zakonca tako nista nikoli dobila blagoslova Kastiljskega kralja. Poroka bi bila tako označena kot popolna izdaja svoji domovini. Edino, kar jima je ostalo, je bila poroka na skrivaj, za katero je vedelo le malo ljudi.
Njun zakon ima sprva le politične razloge. Cilj obeh je namreč združitev Kastilije in Aragonije, v močno kraljestvo, ki bo muslimane za vselej odgnalo z Iberskega polotoka. Sčasoma pa se partnerja medsebojno zelo povežeta, veliko časa sta tudi preživela skupaj. Kljub ujemanju pa ji Ferdinand ni bil zvest, imel je namreč nekaj nezakonskih otrok izven njune zveze. Kljub temu je Izabela tolerirala njegove afere.

## Združitev Španije in čas španske inkvizicije
V 14. stoletju so močno opazna rivalstva med raznimi kraljestvi, posebej med Kastilijo in Aragonijo. Tekmovalnost sta dolgo umirjali z raznimi zavezništvi ter porokami, dokler ni v 15. st., natančneje l. 1469, prišlo do poroke med Ferdinandom Aragonskim in Izabelo I. Kastiljsko. Njuna poroka je položila temelje španske nacionalne države, hkrati pa je pomenila združitev obeh kraljestev na vojaškem, diplomatskem in verskem področju. Glede na prehodne spore njunih družin ter razne spletke med predhodniki, ki so izzvale mnoge vojne ter upore, ni nič čudnega, da sta si Ferdinand in Izabela želela močne, predvsem pa urejene kraljevine. 
Združitev obeh kraljestev se je sprva v praksi komaj kaj opazila. Obe sta namreč obdržali ločene zakone in vlado. Skupna identiteta se počasi uveljavi s skupno valuto, odpravo trgovskih pregrad ter uveljavitvijo ultrakatoliške ideologije. 
Počasi se ju je prijelo ime 'katoliška monarha', kar je povsem razumljivo, glede na to, da sta l. 1480 vpeljala špansko inkvizicijo z namenom, da bi poenotila katoliško ideologijo in zagotovila versko enotnost. Izabela je celo uvedla zloveščo, a učinkovito službo z imenom Sveta bratovščina (špansko Santa hermandad), katere glavna naloga je bila zagotavljanje spoštovanja zakonov, med drugim pa tudi krotitev razuzdanih plemičev iz Kastilije. Z inkvizicijo se je pričel pregon nekristjanov - pripadnike judovske in muslimanske vere so postavljali pred sodišča, kjer obtoženci niso imeli pravice do zastopnika, sploh pa niso vedeli, česa so bili obtoženi. Pogosto so se posluževali tehnik mučenja (bičanje), jih zapirali v zapore ali ubili (sežiganje, obglavljenje, obešanje). Inkvizicija je bila torej španski sistem nadzora nad veroizpovedjo, ki je močno prispeval k razvoju Črne legende (špansko Leyenda Negra), ki je skupaj z inkvizicijo trajala vse tja do 18. st. Črna legenda med drugim opisuje tenzije, ki so se dogajale v 16. stoletju med Evropskimi kolonijami. Špansko zgodovino predstavlja kot čutno negativno, obenem pa govori o njenem odnosu do ostalih ljudstev; bili so namreč mnenja, da črnci, ki so jih kolonije vozile čez morje kot sužnje v Ameriko, niso imeli duše, se pravi, da na nek način sploh niso bili ljudje. Španska monarha pa sta med drugim izvajala tudi nadzor nad plemstvom ter mu prepovedala gradnjo novih gradov. 
Zaradi njune neusmiljenosti in boja proti muslimanski veri je bil obstoj emirata v Granadi tako rekoč obsojen na propad. Po desetletnem obleganju v vojni za Granado, je končno padla 2. januarja 1492. Ta vojna je pomembna predvsem zato, ker je z njo z Iberskega polotoka izgnan islam. Istega leta pa je Krištof Kolumb odkril Ameriko. Po padcu Granade je sledilo veliko prelomljenih obljub; obljube o verski strpnosti niso bile spoštovane. Tako so Judje bili prisiljeni ali oditi v pregnanstvo ali pa se spreobrniti v krščansko vero. Mnogi so se odločili za odhod z Iberskega polotoka, vendar pa je tudi število spreobrnjencev (špansko conversos) začelo strmo naraščati. Kljub temu, da se je veliko Judov odločilo spreobrniti v krščansko vero, so mnogi na skrivaj ostajali zvesti judovski veri. L. 1502 pa so se pred enako izbiro znašli tudi muslimani. Mnogi so se tako preselili v severno Afriko, nekateri pa so se, kljub svoji volji, spreobrnili (pravimo jim moriscos). Tako je veljalo po celem Iberskem polotoku, razen v Aragoniji, kjer je španski parlament (špansko Cortes) vladarju preprečil, da bi muslimane spreobrnil v drugo vero. V takem sovražnem in napetem ozračju so inkvizitorji komaj zmogli opravljati svoje delo, Špance pa je vse bolj oblivala želja po »čistosti krvi«. Do l. 1609 so tako iz Španije pregnali še zadnje Mavre, ne glede na to, ali so se spreobrnili v krščanstvo ali ne. Le-teh je bilo do tedaj okoli 30 000. Razlog za njihovo izgnanstvo med drugim tiči v prepričanju Filipia II., da bodo s pomočjo Arabcev na Iberskem polotoku v Španijo prišli tudi Turki. Med drugim je bil Filip II. obseden tudi z obvladovanjem moči v Združenih provincah (Nizozemska) ter izgonom nekristjanov (protestantov), kar ni bilo nič čudnega, saj je v tistem času religija vselej zasedala najpomembnejše mesto. 

### Slab ekonomski položaj
Z izganjanjem muslimanov pa so si Španci pljunili v lastno skledo. Arabci so namreč bili zelo dinamični in razgledani, zelo podučeni pa so bili tudi v ekonomskih zadevah. S tem, ko so jih nagnali, so izgubili dobro ekonomsko podlago za razvoj. Glede na ogromen španski imperij v času kraljevanja Filipa II. ter izgona Arabcev, ki bi lahko pripomogel k razvoju kraljestva, je Španija pristala v slabi ekonomski situaciji. Tako velikega teritorija je bilo nemogoče dobro nadzorovati, sploh če upoštevamo dejstvo, da takrat niso poznali telefonov, televizij ali radia. Situacija je tako na nek način bila podobna rimljanski, ko je slaba komunikacija in nemoč obvladovanja (pre)velikega ozemlja postala neobvladljiva. Ekonomski krizi v Španiji pa so pripomogle tudi konstante vojne in spori s Francijo in Otomanskim cesarstvom, sploh pa z Nizozemsko.

## Vojna za Granado
Vojna za Granado se je pričela z Izabelo Kastiljsko in Ferdinandom II. Aragonskim leta 1482 ter se končalo po desetletnem obleganju, leta 1492. Katoliška monarha sta z Iberskega polotoka enkrat za vselej želela izgnati islam. 
Notranji konflikti med Arabci v Granadi so pripomogli k njenemu fragmentiranju, med tem ko so se kristjani izkazali za dokaj povezane. Vojna se je pričela leta 1481 z nepričakovanim napadom Arabcev na Zaharo. Mesto je padlo, prebivalce pa so zasužnjili. Napad se je izkazal za veliko provokacijo, kar je hitro vodilo v protinapad kristjanov in kar je naposled privedlo do vojne za Granado. Sprva sta monarha napadla in zavzela Alhamo. Takratni vladar, Abu Hasam, jo je želel pridobiti nazaj, vendar je bil neuspešen. 
Napadi Kristjanov so se večkrat izkazali za neuspešne. Leta 1483 sta monarha ugrabila Abu Hasamovega sina, kralja Baobdila, pod pretvezo, da se Arabci predajo in Granado prepustijo Špancem. Le-tega so izkoriščali za pogajanja z Arabci glede ozemelj, vojna pa se je zavlekla še za nadaljnjih sedem let. Vse to je privedlo do notranjega razkola Granade, kar je leta 1485 Izabeli in Ferdinandu dopustilo, da sta zasegla zahodni del ozemlja. 
Leta 1487 je glavni cilj kristjanov postala Málaga. Mesto je kapituliralo še istega leta, njegovi vladarji pa so se raje kot predali, poslali v smrt. Mesto je Ferdinandu večkrat ponudilo predajo, vendar jo je le-ta zavrnil. Ko je mesto končno padlo, je ljudstvo zaradi dolgotrajnega upora zasužnjil ter jih žive zažgal ali pa prebodel. Za razliko od arabskega ljudstva pa je prizanesel Judom, ki so postali sužnji Kastiljskim Judom. Mnogi zgodovinarji obleganje Málage imenujejo za najpomembnejši del vojne za Granado. Za Málago je sledila še Baza. Z zavzetjem slednje sta monarha mislila, da je vojne konec. Kljub temu pa Baobdil ni bil zadovoljen z ozemlji, ki sta mu jih dodelila. Prelomil je svojo podrejenost vazalstvu ter se jima uprl. Pomoč Egipta Baobdilu ni preveč pomagala, se je bil Egipt sam že v vojni z Otomanskim cesarstvom. Kastilija je nato Granado oblegala osem mesecev. 25. novembra 1491 so podpisali Granadski sporazum, ki je zagotovil dva meseca odloka pogajanj. 2. januarja 1492 je mesto kapituliralo in vojna je bila končana. 

### Posledice vojne
Zmaga nad Granado je pomenila konec rekonkviste. Njen padec je za Islam pomenil velik udarec, za kristjane pa veliko zmago. Medtem ko so ostali kristjani monarhoma čestitali za uspehe, so islamski pisci o propadu muslimanske nadvlade v Granadi pisali z obupom in zgroženostjo. 
S sporazumom se je muslimanom dodelilo dokaj humane posledice. Za obdobje treh let so lahko emigrirali in se zopet priseljevali po mili volji. Lahko so obdržali orožje (vendar ne strelnega), vendar je ta pogoj padel v vodo že po enem mesecu. Nikogar niso silili, da se spreobrne v krščanstvo. Baobdilu so ponudili denar in vodstvo manjših ozemelj na območju gor Alpujarras. Sprva so z Granado ravnali spoštljivo. 
Baobdil pa s svojim položajem ni bil zadovoljen ter se je tako preselil v Monako. Kastilija je sčasoma pričela prekinjati obljube, kar je mnoge muslimane prisililo v spreobrnitev v krščansko vero ali pa emigracijo iz Španije. Izabela je v tem času učvrstila špansko inkvizicijo. Vse večje zatiranje pravic Mavrov je vodilo v upor v letih 1568-1571. Po težko prisluženi zmagi kristjanov so se Mavri bili prisiljeni izseliti v ostale dele Španije.

### Dvanajstletno premirje
Španija je z Nizozemsko bila v stalnih konfliktih. Slednja se je namreč kot španska provinca že dolgo borila za svojo neodvisnost. Leta 1568 je tako prišlo do Osemdesetletne vojne, ki so jo Nizozemci napovedali Španiji s ciljem osamosvojitve. Pri tem so dobili pomoč Francije in Anglije. 
Ko je Španija najprej podpisala Vervinski mir leta 1598, nato pa še Londonski sporazum leta 1604 z Anglijo, je Nizozemska, takrat Holanda, izgubila vojaško pomoč za osamosvojitev. Vojna za Nizozemsko je tako pomenila edino upanje. Le-ta je že po tridesetih letih Španijo finančno in vojaško močno izčrpala. Poleg tega so Španiji grozili tudi Berberi in borbena Francija (s katero je kljub sporazumom še vedno bila v konfliktih). Da bi Španija lahko umirila nastale konflikte ter dosegla mir, je bila primorana podpisati premirje, s čimer so Združene province postale neodvisne (Nizozemska, Zelandija, Frizija, Utrecht, Groninga, Overijssel in Güeldres). Med čakanjem na vstop premirja v veljavo so province že razvile razne diplomatske odnose s tujimi državami. 
V dvanajstih letih premirja se je Španija izkazala za eno izmed vodilnih ne le evropskih, ampak tudi svetovnih velesil na področju politike, ekonomije in kulture. Kljub podpisanemu premirju pa se je vojna zavlekla do leta 1648, ko so province enkrat za vselej lahko razglasile svojo neodvisnost s Sporazumom v Münstru. Po smrti Filipa II. leta 1598 so kralji vladanje prepustili ministrom. Španiji je takoj za petami bila izjemno močna Francija, ki je štela okoli 12-13 milijonov prebivalcev. Kastilija jih je v tistem času imela le okoli 4,5 milijona. 

## KnjigaIl Milione - Rustichello de Pisa
Že leta 1300 napisana knjiga z naslovom Potovanja Marca Pola, napisana s strani Rustichella da Pisa, je bila popularna še stoletja po publikaciji. V knjigi avtor opisuje Marcova potovanja, ki mu jih je le-ta pripovedoval, ko sta bila skupaj v zaporu v Genovi, skozi Azijo med leti 1276 in 1291. Knjiga je bila napisana v stari francoščini. Vendar so se med nekaterimi pojavili razni dvomi, ali je Marco Polo dejansko doživel vse, kar je opisal, ali le pripovedoval, kar je slišal od drugih. 

## Čas novih odkritij
Konec 15. stoletja ter začetek 16. st. imenujemo dobo odkritij; še pred Krištofom Kolumbom je portugalski princ Henrik Pomorščak (139-1460) odkril mnoga ozemlja, med drugim Porto Santo (1419), Madeiro (1420), Kanarske otoke (1421), ki jih kasneje prepustijo Kastiliji, Azore (1431), Cabo Blanco (1441) ter Zelenortske otoke (1446). Na Kanarskih otokih so Španci domorodno prebivalstvo Gvanče tako rekoč iztrebili, kar je na nek način dalo slutiti usodo kasnejših evropskih kolonij. Znan je tudi Francisco Pizarro, ki je bil španski konkvistador. Na začetku osvajanj je bil prepričan, da išče sanjsko deželo. Znana so njegova osvajanja inkovske države, prebivalce katere je naposled postavil tudi pred sodišče ter jih usmrtil pod pretvezo, da so pripravljali vstajo. Med manjšimi potovanji pa moramo omeniti tudi imena kot so Pedro Alonso Niño, Bartolomé Ruiz, Diego Garcia de Moguer, Vicente Yáñez Pinzón in Andrés Niño. 
S Krištofom Kolumbom so se Španiji odprla vrata v Novi svet. Kolumbovo prvo potovanje sta sofinancirala tudi monarha Ferdinand in Izabela in sicer z namenom, da bo v Novem svetu spreobrnil krivoverce, ter s sabo prinesel gore bogastva. 

### Kolumbova potovanja
Kolumb je opravil štiri velika potovanja iz Španije čez Atlantski ocean. Njegovo prvo potovanje se je zgodilo po padcu Granade, in sicer 3. avgusta 1492. V Novi svet je odplul s tremi ladjicami – Santa Mario, Pinto in Niño. Deset tednov kasneje je ob zori zagledal kopno, poljubil njegovo zemljo, ga poimenoval San Salvador ter ga proglasil za posest kraljevine Kastilije in Leona. Ko se je marca 1493 vrnil v Palos, je bil prepričan, da je našel pot do vzhodne Indije. 
Istega leta se je podal na drugo potovanje. Šel je preko Cádiza, tokrat s kar sedemnajstimi ladjami in več kot 1200 možmi na krovu. V času tega potovanja je skušal utrditi kolonije v Novem svetu, za voljo katerih bi se bilo domorodno ljudstvo bilo primorani spreobrniti v krščanstvo. Med tem potovanjem je med drugim odkril tudi Jamajko in Porto Rico.
Za tem sta sledili še dve potovanji, med katerimi pravzaprav Kolumb sploh ni vedel, kam je prispel. V času tretjega je Kolumb odkril Trinidad. Med četrtim in zadnjim potovanjem pa je srečal tudi Maje in kulturo kakava. 
Istega leta je po prošnjah Španije in Portugalske papež Aleksander VI. privolil v začrtanje meje med njunima interesoma v Novem svetu. Po buli Inter caetera iz leta 1493 naj bi ozemlje zahodno od črte pripadalo Španiji, vzhodni teritorij pa Portugalski. Na pobudo Portugalske so to mejo l. 1494 s sporazumom v Tordesillasu prestavili še bolj proti zahodu.
Iz Bahamov, ki jih je Kolumb odkril l. 1492 in enega izmed otokov poimenoval San Salvador, se prične širjenje in raziskovanje čez Srednjo in Južno Ameriko. Iz Amerike so konkvistadorji prinašali ogromno količine zlata, hkrati pa pobijali indijanske civilizacije – Azteke v Mehiki in Inke v Peruju. Da pa bi najdeno bogastvo lažje prenašali iz ene celine na drugo, so zgradili masovne ladje, imenovane Španske Galeone. Zaradi svoje velikosti in masivnosti so bile težko obvladljive in počasne, zato so bile večkrat lahka tarča hitrih in manjših piratskih plovil. Leta 1588 so s temi ladjami odpluli proti Boliviji, natančneje proti Batallas, vendar so do tega leta le-te bile že močno adaptirane, večje, ter bolje prilagojene za plutje na morje kot njihove predhodnice. 
V dnevnikih Krištofa Kolumba zasledimo opise njegovih potovanj ter odkrivanj v Novem svetu. Med drugim je pisal tudi o tem, da je splošno mišljenje vseh bilo, da se morajo vsi nekristjani pokristjaniti. 
Španija pa se ni okoristila le na račun zlata in srebra, ampak tudi z raznimi pridelki, ki so jih pripeljali iz Amerike. Med njimi sta tudi krompir ter koruza, ki so ju začeli gojiti na lastni zemlji, ali pa na primer kakavovec in tobak, ki so ju gojili v Ameriki, in ki sta postala izjemno priljubljena. 
V tem času začne močno napredovati tudi umetnost ter arhitektura. V času Izabele in Fernanda pa se pojavi nova oblika gotske arhitekture, polne krivin z nenavadnimi oboki in okrasi, prihajati pa začno tudi razni humanistični renesančni stili iz Italije. Prav tako se v Evropi ustvarja nov stil umetnosti. Umetniki ustvarjajo razne slike z ideali, ki v Evropi niso obstajali, zaradi česar so jih želeli uresničiti v Ameriki. Slednja je tako veljala kot nek laboratorij eksperimentiranja novih slogov, tako umetniških kot življenjskih. 

### Slab položaj domorodcev in sužnjev
Ljudem onstran luže so Evropejci, ki so do takrat bili obsedeni s krščansko vero, bili pripravljeni v zameno, da se spreobrnejo, dajati tudi materialne dobrine. V sklopu ravnanja z domorodci se je organizirala tudi debata, po špansko Junta de Valladolid ali Debata a Salemanca, na kateri so debatirali o ravnanju kolonizatorjev v Novem svetu, ki je bilo vse prej kot moralno. Izvajali so genocide, ustrahovali, pobijali, ropali ter grozili. Na tem sestanku so tako prvič spregovorili o možnosti, da bi sužnji (bodisi Afričani, ki so jih pripeljali v Ameriko bodisi domorodci, ki so jih zasužnjili, sploh črnce so imeli za slabe ljudi in sužnje) dobili enake pravice. Avtohtono prebivalstvo je po mnenju romanskega ljudstva, se pravi kolonizatorjev, bilo primorano zasužnjiti prav tako kot barbare, saj so jih tretirali za nezveste. Mnogo časa so živeli v nevednosti ostalih, prav tako jim je bila prepovedana katoliška vera – imeli so jih za pogane. Šele leta 1500 jih je kraljica Izabela osvobodila tega groznega bremena, saj je v nasprotju z mnogimi njen cilj bil pokristjaniti čim več ljudi na moralen način. 
V sklopu pobijanja indijanskih civilizacij pa moramo omeniti tudi Očeta Bartoloméja de las Casas, ki je med drugim napisal tudi knjigo, v kateri je obsodil zatiranje indijanskega ljudstva. Ves presunjen nad množičnim pobijanjem tujega ljudstva je obsodil lastno deželo v knjigi protestov, ki je odmevala še stoletja. Leta 1561 je Madrid postal prestolnica Španije, leta 1580 pa se je Portugalska za nadaljnjih 60 let združila s Španijo. Španski teritorij je tako obsegal celotni Iberski polotok, kolonije v južni Ameriki, v severni Afriki, Aziji, na Filipinih, na Nizozemskem, v Costi in še kje drugje. Konec 16. stoletja je tako za Španijo čas največjega obsega, katerega imenujemo Španska krščanska monarhija (špansko La Monarquía Hispánica Católica). Istega leta se je v času Filipa II. začela španska monarhija.

## 16. stoletje
Vstop v šestnajsto stoletje je najbrž najbolj markirala združitev Španije 31 let poprej. Najbolj ga zaznamujejo nova odkritja Krištofa Kolumba, ki so se pričela že v 15. stoletju z odkritjem Amerike in s smrtjo obeh monarhom; l. 1504 umre Izabela, leta 1516 pa še njen mož Ferdinand. Leto kasneje mu sledi še Karel I., ki je bil med drugim tudi cesar svetega rimskega cesarstva. Karel I. je med drugim bil absolutist. Že kot mlad cesar je moral na državnem zboru sprejeti odločitev, ki je zaznamovala njegovo celotno vladanje. Glavna tematika, ki je bila izpostavljena na zboru, je bilo vprašanje nove vere. Leta 1521 so na zasedanje povabili tudi Martina Luthra, ter od njega zahtevali, da prekliče nauke iz svojih spisov, kar je Martin seveda zavrnil. Karel izhoda iz nadležne situacije ni videl drugačen, kot da s t. i. wormskim ediktom Luthra izžene iz države ter uniči vsa njegova dela. 
16. stoletje pa je med drugim stoletje osvajanj, konec pa zaznamuje črna smrt – kuga, ki zavzame večino Iberskega polotoka. Pod vladanjem Filipa III. se uvedejo tudi novi bakreni kovanci, kar pa je pripeljalo do dolgotrajne inflacije in nestabilnosti. Ljudje so se zaradi pomanjkanja pritoževali čez nezainteresiranost kralja, da bi izboljšal razmere ter zahtevali gospodarsko reformo. 
V tem času je potrebno omeniti tudi čas Starega režima (špansko Antiguo Regimen), ki se začne po letu 1648 in traja do francoske revolucije leta 1789. Gre za režim, pod katerim vsa varnost in odločitve na vseh področjih pripadajo kralju, ker je mišljen kot poosebljanje boga samega. Po francoski revolucijo, ki odpre vrata v moderni svet, pa se prepričanje, da je kralj bog, konča; začnejo se nova mišljenja, modernizacija, industrijska revolucija in razvoj znanosti (Servet v 16. stoletju odkrije, da se po venah pretaka kri – odkritje cirkulacijskega sistema).

## Prihod Habsburžanov
S prihodom 16. st. je nastopila tudi dinastija Habsburžanov. Na grobo bi vladarje te dinastije lahko razdelili na dva dela in sicer na tiste, ki so vladali v 16. stoletju, mednje sodijo Karel I., Karel V. ter njegov sin Filip II. (po špansko jim pravimo Austrias Mayores) ter tiste, ki so vladali v 17. stoletju: Filip III., Filip IV. in Karel II. (Austrias Menores).

## Čas Filipa II. Španskega
V času Filipa II. Španskega, imenovanega tudi kot Filipa Previdnega, se je španski teritorij močno povečal. Bil je španski, angleški in irski kralj, milanski vojvoda, od leta 1555 dalje pa tudi gospodar Sedemnajstih nizozemskih provinc. V njegovem času se je Španija znašla na višku moči in vpliva, zato času njegovega vladanja pravimo tudi Zlata doba. Na prestol je prišel 16. januarja 1556 in tako nasledil svojega očeta, Karla V. Španski teritorij je v njegovem času izjemno obsežen. Filip je tako vladal na vseh do takrat osvojenih in poznanih celinah, vključno s Filipinskimi otoki. Znan pa je tudi po pomorski ekspediciji proti protestantom v Angliji, ki se je odvila leta 1588 ter je bila neuspešna. 
Rodil se je v Valladolidu 21. marca 1527. Bil je zelo načitan, znal je namreč špansko, portugalsko, latinsko, italijansko in francosko; s svojim guvernerjem pa se je učil v lovu, konjskih dvobojih, glasbi in plesu. Med vladanjem se je boril proti protestantskim reformam in za spreobrnitev Arabcev. Ustanovi pa tudi kompleksen birokratski sistem, ki je bil znan po svojo počasnosti. 
Spustil se je v mnogo vojn, med drugim v vojno s Francijo, Nizozemsko, Otomanskim cesarstvom in Anglijo. S Francijo se bori zaradi štirih razlogov: zaradi dedovanja Habsburške oblasti Burbonom, prevlade v Italiji, nasledstva Valois in zato, ker je Francija pomagala nizozemskim upornikom, ki so se borili proti Španiji za Nizozemsko neodvisnost. Razlogi za vojno z Anglijo so v veliki meri verski in nasledstveni. 
Kljub temu, da se Španija znajde na višku moči v njegovem času, pa je obdobje njegovega vladanja tudi obdobje raznih kriz, nastalih zaradi bankrotov. Prvi se zgodi leta 1557, ko Filip II. ne plača dolgov svojega očeta, drugi in tretji pa se zgodita leta 1575 in 1597. Zaradi mnogih vojn se je praznila državna blagajna, davki so postajali vse večji, posledično se je večalo tudi nezadovoljstvo prebivalcev. 
Poročen je bil štirikrat, prvič leta 1543 s sestrično po očetovi strani, Marijo Manuelo Portugalsko, ki umre l. 1545, po rojstvu sina Karla Avstrijskega (Don Carlosa). V drugo za roko zaprosi drugo sestrično po materini strani, Marijo I. Angleško. Leta 1559 se poroči tretjič z Elizabeto Francosko, ki kmalu postane španska kraljica in ki mu rodi dva otroka: Izabelo Klaro Evgenijo in Katrino Michele. Leta 1568 zopet postane vdovec. Leta 1570 se poroči z nečakinjo Ano Avstrijsko, s katero ima pet otrok: Ferdinanda, Karla, Diega Felixa, Filipa in Marijo. Po smrti svoje žene ostane vdovec naslednjih 18 let, do svoje smrti leta 1598. 

## Čas Filipa III.
Filip je bil četrti otrok Filipa II. in Ane Avstrijske. Zanj uporabljamo tudi ime Filip Pobožni, vendar le-to ne sovpada ravno z njegovim načinom vladanja. 
Leta 1598 je nasledil svojega očeta Filipa II., leto za tem pa se je poročil s svojo sestrično Margerito Avstrijsko, s katero ima osem otrok. Začetki njegovega vladanja so bili vse prej kot rožnati: država je bila v gospodarski krizi, podedoval je izčrpano vojsko, zmanjšano davčno osnovo in prazno državno blagajno. 
V času njegovega vladanja moramo omeniti tudi čas Pax Hispanica (Obdobje španskega miru oz. zatišja). To je obdobje med Filipom II. in Filipom IV., ko Španija ni pogosto stopala v vojne, ter tako ni izgubila veliko ozemelj. Trajalo je 23 let, nekje od leta 1598 do 1621. To je torej čas španske stabilnosti po mnogih konfliktih s Francoskim in Angleškim kraljestvom, pa tudi po raznih nesoglasjih z Nizozemskimi provincami. 
Poleg tega, da je Filip III. znan po krizah, korupciji in razkošju, pa je znan tudi po izgonu zadnjih muslimanov z Iberskega polotoka. Kljub temu, da so se le-ti spreobrnili v krščanstvo, je v Filipu III. še vseeno tičal odpor do njihove kulture, načina oblačenja, jezika in tradicij. 
Velik del vodenja države je prepustil vojvodi Lermi, ki je odločal glede političnih zadev. Od leta 1612 je Lermova politika začela razpadati, ustvaril si je številne sovražnike. Filip III. je umrl dokaj mlad leta 1621, na začetku tridesetletne vojne. Nasledil ga je njegov sin, takrat šestnajstletni Filip IV. 

## Čas Filipa IV.
Filip IV. je na oblast prišel, ko je zaradi nove koalicije Dona Baltasarja de Zunige pešala moč kraljeve družine. Slednji je želel imeti premoč nad Filipom IV., zato mu je predstavil svojega nečaka Olivaresa, ki je kaj kmalu postal Filipov svetovalec in zaupnik. Dajal mu je nasvete, videl pa je tudi možnosti za ponovno vzpostavitev španskega ugleda. Oba sta torej želela reformirati državo ter uravnovesiti interese mest in aristokracije. Olivares je med drugim izpostavil idejo združene vojske, ki bi naj vključevala okoli 140 000 plačanih vojakov. 
Filip je vladal med tridesetletno vojno, med katero je Španija dosegla kar nekaj zmag, med drugim zaseg Brede od Nizozemcev leta 1626. 
Po koncu 1620 pa Španija ni bila več vodilna sila. Filipova politika je bila radikalna, zavračal je načelo o Nizozemcih, predvsem pa se je zanimal za špansko armado in mornarico. V naslednjih dvajsetih letih je bila njegova notranja politika pod vplivom pritiskov tridesetletne vojne, saj so stroški le-te bili ogromni, kar je posledično vodilo v povišanje davkov. Leta 1640 je to privedlo do krize. 
Leta 1635 se je pričela vojna med Španijo in Francijo, ki se je zavlekla do leta 1659 ter se končala s Pogodbo Pirenejev. Z njo naj bi se končal fevdalizem v Evropi. Vojna z Nizozemci se je končala leta 1648 s pogodbo v Munstru ter neodvisnostjo združenih provinc. Leta 1643 je Olivares padel z oblasti in njegov sistem vladanja je bil opuščen. 
Umrl je leta 1665 zaradi okvare srca. Na smrtni postelji pa je izrazil željo, da ga nasledi sin Karel II., ki je bil zadnji kralj Austrias Mayores. Po njegovem vladanju kraljevina preide v čas Burbonov.

## Čas Habsburžanov
Karel V. Habsburški (imenovan tudi Karel I. Španski) je bil španski kralj ter si vladanje delil s svojo duševno bolno materjo. Mnogi ga niso marali, sčasoma pa je tudi sam podlegel kopici težav v času njegove kraljevine. Govoril je pet jezikov: flamsko, špansko, francosko, italijansko ter nemško. Izjemen pogum mu ni kaj dosti pomagal pri obvladovanju enotnosti krščanskega občestva. Uspešno je sicer sklical tridentinski ekumenski koncil, vendar je na njem spoznal, da njegovi sklepi situacijo le še poslabšujejo, saj so bili njegovi načrti za obnovitev verske enotnosti cesarstva prepozni. Med drugim se je močno zavzel za zaščito Indijancev v Novem svetu, nenehno pa se je moral boriti tudi z deželnimi zbori, plemiči ter partikularnimi interesi. Njegova največja sramota je bilo izropanje Rima l. 1572.
Stalno sovraštvo med Španijo in Francijo je povedlo v pet vojn, ki so potekale na vseh točkah stika – na Nizozemskem, v Loreni, Savoji, Pirenejih ter Italiji. Zaradi razočaranja nad Augsburškim verskim mirom je s položaja odstopil ter ozemlje razdelil med sina Filipa ter svojega brata. Karel V. je bil zadnji cesar, ki se je boril za misel o univerzalni enotnosti, zaradi česar ga še danes tretiramo kot pokrovitelja združene Evrope. 
V njegovem času je v Španiji obstajala jasna povezava med dobavo ameriškega zlata in vzdrževanjem najboljše vojske v Evropi. Ko je Karla nasledil njegov sin, Filip II., se je država znašla na vrhuncu politične in kulturne moči, dokler je niso načeli notranji spori, sovražnost Francije ter Anglije in navsezadnje vstaja na Nizozemskem. Po Filipu II. se je Španija znašla v slabi situaciji, h kateri je pripomogla tudi njena vpletenost v tridesetletno vojno. Zaton države se je zgodil nenadno, izhoda nazaj pa ni bilo več. 

## 17. stoletje
V 17. stoletju pričamo začetku baroka, ki je v Španiji še razkošnejši kot drugod po Evropi (primer je samostan Monasterio de la Cartuja v Granadi). Baroku je sledilo razsvetljenstvo, ki je prineslo mnoga nova znanja in napredne projekte. 5. julija 1784 je tako nad Madridom poletel prvi balon bratov Montgolfier. To obdobje je tako še posebej zaznamovano z razvojem literature, kulture in umetnosti. 
17. stoletje pa je med drugim tudi stoletje razvoja in širjenja teritorija. Obsegala je mnoga ozemlja: kraljevino Kastilijo, Aragón, Valencio in Portugalsko, avtonomni provinci Katalonije in Andaluzije, Neapelj, province na Nizozemskem in Milanu. Le-te so po večini imele različne obdavčitve, privilegije in vojaške dogovore. Kljub temu pa je potrebno vedeti, da o Španiji kot o državi ne moremo govoriti prej kot v 19. stoletju, s 'prihodom' Burbonov in prve ustave (1812). Do takrat lahko govorimo o treh kronah španske monarhije, ki se je delila na Aragonijo, Kastilijo in Portugalsko (do njene odcepitve l. 1640).

## Prihod Bourbonov
Habsburška dinastija je ameriško bogastvo trošila za neštete vojne. Umetniški razcvet (Miguel de Cervantes, Antonio de Pereda, Diego Velásquez) tistega časa je bil tako, kakor tudi gospodarstvo, obsojen na propad. Stalne vojne pa so pripomogle, da se je Habsburška dinastija končala. L. 1659 s poroko Ludvika XIV. in Marije Tereze, hčere Filipa IV., v Španiji zavlada dinastija Burbonov, katere prvi kralj je bil Filip V. Višek Burbonska dinastija doseže za časa vladarja Karla III. Med njegovo vladavino so se ustanovile razne akademije znanosti in umetnosti, začela se je tudi prosta trgovina, med drugim pa je čas njegovega vladanja tudi čas mnogih ekonomskih in industrijskih reform. Karla III. je nasledil njegov sin Karel IV., ki je bil mnenja, da intelektualci uničujejo krščansko miselnost. Zaprl je tudi prehod čez Pireneje ter se leto pred francosko revolucijo delal, kot da severna soseda sploh ne obstaja. 

### Filip V.
Za prvega člana Burbonske hiše štejemo Filipa V., imenovanega tudi Philippe de Anjou. Njegovo vladanje je trajalo več kot 45 let, kar je najdaljše vladanje v zgodovino moderne Španije. Njegovo vladanje je predvsem centralizirani absolutizem. 
Rodil se je v Versaillu v Franciji. Na španski prestol se je povzpel po letu 1700 s pomočjo vplivne babice in prababice in sicer pri 17-tih letih, ko je španski kralj Karel II. ostal brez naslednika. V času njegovega kronanja še ni govoril španskega jezika. Le-tega se je naučil po letih vladanja. 
Leta 1701 se je poročil s komaj trinajst let staro Marijo Luiso Savojsko, ki jo je izbral njegov ded Ludvik XIV. Izkazala se je za zelo sposobno in priljubljeno, a je žal zaradi tuberkuloze umrla že pri rosnih 26-tih letih, kar je Filipa močno prizadelo. 

#### Španska nasledstvena vojna
Istega leta je Ludvik XIV. zahteval, da dvor razglasi naslednika v primeru, če Filipov starejši brat Ludvik umre brez naslednika. V tem primeru bi Filip moral pričeti vladati tako Španiji kot Franciji kot združenemu kraljestvu, ki bi bil najmočnejši v Evropi. S tem bi si zagotovili stalno vladanje dinastije in premoč nad ostalimi. Skoraj takoj po razglasitvi ideje Ludvika XIV. se je pričela španska nasledstvena vojna. Z vojno se je ustvaril strah, da bi se porušilo razmerje moči – močna Francija in šibka Španija na eni, ter Anglija, Nizozemska in Avstrija na drugi strani. 
Leta 1712 so Filipu V. ponudili tudi možnost, da preneha z vladanjem Španiji, ter podeduje nasledstvo francoske krone, a je ponudbo zavrnil. Tako je postal prvi kralj brez pravic v francoski kroni. Odločil se je, da se bo odpovedal francoskemu nasledstvu pod enim pogojem – da se v Španiji uvede Salijski zakonik, ki vladanje omejuje le na moško linijo, razen če pod nobenim pogojem ni moč najti moškega naslednika. V tem primeru bi naslednica krone lahko postala tudi ženska. 
V obdobju od 1707 do 1716 pa smo priča tudi uvedbi odločbe Nueva Planta, katere pobudnik in podpisnik je bil ravno Filip V. Po španski nasledstveni vojni, ko je bila Španija močno razdeljena, je Filip, sploh glede na upore v Kataloniji, katerim je bil priča med vojno, želel uvesti novo ureditev države. Za model je vzel centralizirano in združeno domovino Francijo. Zavoljo unifikacije si je želel združiti špansko oblast ter centralizirati državo. Nove odločbe so ustvarile špansko državljanstvo in narodnost, ki nista več delali razlik med Aragonci ter Kastiljci. Sedaj sta obe provinci bili enako vredni, imeli iste zakone in pravice. Ukinili so tudi notranje meje med provincami (razen Baskovskega teritorija), kar je močno pripomoglo k razvoju trgovine med Ameriškimi kolonijami in vsemi provincami (dotlej je do tega bila upravičena le Kastilija). S centralizacijo Španije je Filip doživel velik uspeh, hkrati pa je pripomogel tudi k modernizaciji države – ostale evropske države so medtem vzdrževale monarhijo, kjer so si vladarji na vse pretege želeli povečati samo lastno moč. Glavni in edini jezik vlade je postala kastiljščina, ki je zamenjala latinščino, katalonščino ter ostale španske jezike.

### Afrancesados
V času vladanja Karla III. pa zasledimo tudi rojstvo izraza 'afrancesado' ('pofrancoznjenci'), ki označuje vse prebivalce Iberskega polotoka, tako Špance kot Portugalce, ki so bili dovzetni za razsvetljenske ideje, liberalizem ali francosko revolucijo, in kateri so bili hkrati podporniki francoske okupacije Iberskega polotoka, kar bi privedlo do Prvega Francoskega Imperija. Izraz je kmalu postal slabšalen ter se navezoval na špansko plemstvo in birokracijo, ki je zaprisegla svojo zvestobo kralju Jožefu I. Bonapartu. 
Kar pa se tiče ekonomije, ki je v času Habsburžanov močno upadala, lahko rečemo, da se je v času Burbonov povzpela na trdnejša tla ter stabilizirala, saj so slednji uveljavili številne moderne ekonomske reforme. Eden izmed razlogov za slabo ekonomijo Habsburžanov so tudi arbitri kraljev, ki so karte polagali na področja, ki so se jim zdela pomembnejša. Industrija se je zaradi nezadostnih spodbud razvijala počasi, trgovino se je razvijala neenakomerno, kmetijske posesti pa so bile v rokah plemičev in cerkve. 
V tem času pa je potrebno omeniti tudi obdobje tako imenovane Zlate dobe, ki bi se naj pričelo z obdobjem renesanse leta 1492, ko je izšla knjiga Gramática de la lengua castellana avtorja Antonia de Nebrije. Napisana je bila v kastiljskem jeziku. Obdobje Zlate dobe bi se naj končalo okoli leta 168 s smrtjo dramaturga Calderóna. 
Obdobje se je usmerjalo k humanizmu, zelo priljubljena so bila Erazmova dela. Kar se tiče arhitekture pa so najbolj značilne ravne zunanje stene. Še posebno popularen je manielistični slog, ki se je začel na Portugalskem okoli 16. stoletja, ter ki velja za zelo bogatega. Ime je dobil po kralju Emmanuelu I., med katerim je vladala državna blaginja. Stil tretiramo kot pozni gotski stil ter z mnogim okrasjem, za katere umetniki iščejo ideje predvsem od mornarjev kot npr. Vasco da Gama ali Pedro Alvares. 

### Veličastni dvorci in palače
Med glavne stavbne projekte tistega časa štejemo Palačo Caserta (Caserto Reggio), Puerto de Alcalá in Palacio de Oriente (Kraljevo palačo Oriente). Slednja danes velja za kulturno dediščino, ki je v lasti ljudstva in ne kralja. Kralj v njej ne živi, predstavlja pa tudi simbol burbonske monarhije. 
Gradnja Palače Casera se je pričela leta 1752 za Karla III. in je bila prvotna zgrajena za burbonske kralje iz Neaplja. Z gradnjo te palače se je Karel želel približati Versajski palači v Parizu ter Kraljevski palači v Madridu. Dvorec predstavlja edinstveno harmonijo parkov in vrtov, čudovitega naravnega okoliša z lovskimi kočami in tovarnami svile, v notranjosti palače pa se med drugim bohotijo veličastne sobane, knjižnice in gledališče, ustanovljena pa je bila tudi univerza. Karel je to palačo želel zasnovati kot prestolnico Neapeljskega kraljestva, ki bi dvor ščitil pred napadi z morja. Palača je bila dokončana leta 1780, vendar pa Karel v njej ni preživel niti ene noči. V njej pa je čas preživljal njegov tretji sin in prestolonaslednik Ferdinand IV. Danes je del UNESCOVE zapuščine. 
Puerta de Alcalá je postavljena na Plaza de la Independencia v Madridu. Smatramo jo kot prvi post-romanski zmagoslavni lok, ki je starejši od Slavolok zmage v Parizu ali Brandenburška vrata v Berlinu. 
Gradnja tako veličastnih in razkošnih dvorcev je blagajno dodobra izpraznila, hkrati pa je pomenila vedno večji razkol in distinkcijo med ljudstvom in monarhijo. 

## Kriza leta 1640
Kriza iz leta 1640 je bila najhujša politična kriza, ki jo je doživela španska monarhija pod vodstvom Habsburžanov. 
Španija je po tridesetletni vojni, ki ji pravimo tudi vojna proti kalvinizmu, močno posegala v evropske zadeve. Zaradi raznih vojnih pohodov in uporov se je veliko držav počutilo ogroženih, med njimi je bila tudi Francija, saj so jo obkrožale avstrijske sile. Leta 1635 je tako prvi francoski vojvoda Richelieu Španiji uradno napovedal vojno. Glede na to da so se v Španiji nemiri vrstili drug za drugim, in da je, ko je izstopila iz ene, bila z drugim korakom že v drugi vojni, razumno dejati, da so to za njo bila krizna leta. Izmed treh kron so vojne največji pečat pustile ravno na Kastiliji. Glede na to da sta Aragonija in Portugalska uspeli ohraniti notranjo monarhijo, je kralj Olivares želel enakomerno razdeliti pritiske in težo politike, saj je bila Kastilija preprosto pod prevelikim pritiskom. Da bi to dosegel, je bil primoran zmanjšati avtonomijo vsake province, ustanovil pa je tudi posebno skupno vojsko, ki je bila številčno sorazmerna s številom prebivalcev in premoženja vsake province. Vsilil je torej razne Kastiljske zakone. La Union de Armas so uradno sprejeli l. 1626 vendar je Olivaresa doletelo množično neodobravanje s strani poslancev. Še preden so uspeli zaključiti sejo se je Olivares napotil v Barcelono. 
Leta 1635, ko so Francozi napovedali vojno Španiji, je kralj želel sklicati vojake v Kastiliji ter skupaj napasti severno sosedo. Vendar je naletel na upor – vojaki se niso želeli boriti v skupnem boju izven meja njihove lastne zemlje, se pravi, da so se aragonski vojaki želeli boriti le za Aragonijo, kastiljski za Kastilijo, portugalski pa za Portugalsko. Poleg tega so v Kataloniji potekali še kmečki protesti, ki so pripeljali do vsesplošnega upora proti kralju Olivaresu in Kastiljcem. L. 1640 so uporniki uspeli ubiti vicekralja Santa Coloma ter zasesti Barcelono. Uporniki so pomoč iskali tudi v Franciji, vendar je francoski kralj z njimi ravnal enako grdo kot španski. Istega leta je sledila tudi razglasitev vojvode Braganza kot kralja Portugalske z imenom Juan IV. 
Leta 1652 se je Barcelona bila primorana predati kralju Filipu IV., ki je upornike oprostil. Med leti 1647 in 1652 so v Andaluziji potekali tudi razni upori zaradi previsokih davkov, inflacije ter prisotnosti vojske. Po njegovi smrti leta 1658 se je Portugalska decembra 1640 ločila od Španske monarhije ter postala neodvisna. Naslednje leto je Španija s Francijo podpisala mirovno pogodbo. 

## Tridesetletna vojna
Istega leta, ko so Nizozemci proglasili neodvisnost, se je končala tudi tridesetletna vojna, ki se je začela leta 1618. Gre za prvo moderno evropsko vojno, saj njeni interesi za razliko od ostalih niso le verski ampak tudi politični. V prvi vrsti se gre za vrsto konfliktov, ki so Evropo popolnoma razklali in katerih povod je bil upor turških protestantov, želje in represija Habsburžanov po povečanju hegemonije in vprašanje krščanske vere v Svetem cesarstvu. 
Glavni vzrok so torej nasprotja med katoličani in protestanti, ki so prerasli v spor med cesarjem in državnimi stanovi. Leta 1630 je kazalo, da se bo vojna zaključila, a se je zavlekla še za nadaljnjih 18 let, saj se je vanjo vključila še Švedska. 
Vojna je izbruhnila na Češkem s Praško defenestracijo, ko so češki protestanti čez okno vrgli cesarjeve svetovalce. Od tam se je vojna razširila vse do Baltika. Vključile so se tudi Danska, Nizozemska, Švedska in katoliška Francija. Švica in Nizozemska sta po koncu bili izločeni iz Svetega rimskega cesarstva ter postali neodvisni. Vojna se je zaključila z Vestfalskim mirom, ena glavnih posledic pa je bilo priznanje protestantizma kot uradne vere v Nemčiji. Kljub končani tridesetletni vojni pa se je boj med Francijo in Španijo nadaljeval do pirenejskega miru leta 1659 zaradi nerazrešenih sporov glede ozemeljske razporeditve med državama. Vodil ga je Filip IV. 

## Španska nasledstvena vojna
Po smrti zadnjega habsburškega kralja Karla II. l. 1700, je francoski kralj Ludvik XIV. pripomnil, da bi se naj Španija in Francija združili v skupno kraljestvo. Med povode za to vojno, ki je trajala vse tja do leta 1714 prištevamo tudi Ludvikov izrek o nasledstvu za špansko krono, saj je za naslednika želel izbrati svojega vnuka, Filipa V. Anžujskega, rekoč: Gospodje, tole je novi španski kralj, kar je v mnogih prebudilo strah in grozo. Še istega leta se je posledično začela španska nasledstvena vojna. Ozemlja Menorke in Gibraltarja je morala predati Veliki Britaniji, Špansko Nizozemsko, Neapelj, Sardinijo in Milano avstrijskim Habsburžanom, Sicilijo in del Milana pa Savoji. Z izgubo Gibraltarja in Nizozemske l. 1714 se je končal tudi Utrechtski mir. Tako velike izgube in porazi so Španijo, ki je že tako bila v slabem položaju, močno ožigosali. 
Konflikti pa se niso dogajali samo med državami, ampak tudi v Španiji sami. Prihajalo je do raznih notranjih konfliktov. Medtem ko je Kastilija podpirala vladanje Filipa V., se je večina plemiškega reda v Aragonski kroni zoperstavila njegovi vladi ter podpirala Karla VI. Habsburškega.
Po mnenju strokovnjakov bi lahko to vojno poimenovali kar prva svetovna vojna, saj se je odvijala na območju Španije, Nemčije, Nizozemske, Italije, na morju ter v čezmorskih kolonijah. Ta vojna je spodbudila nastanek najširše in najvplivnejše protifrancoske koalicije ter trajala dokler niso bile vse vojske že pošteno izčrpane.

## Čas koalicijskih vojn
Prehod iz 17. stoletja v 18. so med drugim močno zaznamovale koalicijske vojne, ki so se pričele l. 1792 ter trajale vse tja do leta 1815 ter potekale na ozemljih Rusije, Avstrije, Švedske, Prusije, Saške, Francije in nenazadnje tudi Španije. Po francoski revoluciji iz leta 1789 so vsi poteki dogajanj kazali, da bo revolucija najprej sprožila državljansko, potem pa še mednarodno vojno. Izrazito kazanje nejevolje ter sovražnih spletk emigrantov ter monarhistov je močno pritiskalo na vsakega revolucionarja. Tako razkazovanje moči je vodilo v nejevoljo ter splošno negativno vzdušje.
Koalicijske vojne so večale tenzije tako na vzhodu kot na zahodu. Na zahodu so prerasle celo v titanske komplekse konfliktov ter zajele skoraj celo celino. Prva se je zgodila v Franciji leta 1792, ter državo tako prestrašila, da je voditelje revolucije spodbudila najprej k odstavitvi kralja, potem pa še organizaciji resne vojaške sile. 
Potek koalicijskih vojn večkrat označujemo kot tri velike koalicije, ki so se zbrale proti Franciji v letih 1793-1796, 1799-1801 in 1805-1814. Vendar je pri tem potrebno omeniti, da so se spopadi pogosto dogajali presledki in premori med posameznimi koalicijami. Upoštevati pa je potrebno tudi dejstvo, da je vsaka izmed teh velikih koalicij zelo hitro padla. Po mnenju nekaterih pa naj ne bi obstajale le tri koalicije, ampak pet, šest, nekateri pravijo, da jih je bilo celo sedem. Spopadi pa so bili večkrat mednarodnih razsežnosti ter kazali znake globalne in medcelinske strategije.
Prva koalicijska vojna (1973-1796) je pokazala, da je koalicije zelo težko držati skupaj. Rusija ni prispevala kaj dosti, saj se je ukvarjala s Poljsko, izpadla je tudi Prusija. Druga koalicija je potekala od 1799 do 1801. Začela se je na pobudo Pavla I., ki je sedaj želel, da se Rusija v vojno aktivno vključi, vendar je Napoleon med naslednjo, tretjo koalicijsko vojno (1805-1814) dosegel umik Rusije, povsem pa je potolkel z Avstrijo. Leta 1805 v Bitki pri Trafalgarju sta bili Španija in Francija poraženi s strani britanskega admirala Nelsona pri rtu Trafalgar, 3. maja 1808 (Goya – slikar, ki je upodabljal temačno vizijo tedanje Španije, a hkrati nagovarjal, da blišč Španije še ni izgubljen) pa se so prebivalci Madrida pogumno zoperstavili Napoleonovi okupaciji Španije ter se združili proti francoski vojski. Naslednjega dne so se francoske enote maščevale zaradi česar je umrlo na stotine upornikov in nedolžnih ljudi. S tem se je pričela španska vojna za neodvisnost, med drugim pa so se zaradi raznih nasledstvenih sporov odvijale karlistične vojne in mnoge vstaje. 
Leta 1806 je udarila vojna med Francijo in Španijo, ko je Napoleon okupiral Iberski polotok. Vojna proti Napoleonu, ki je trajala do leta 1812 je bila na nek način tudi španska osamosvojitvena vojna, v času katere se je borilo proti imperializmu. Istega leta nastane prva konstitucija – Karlova prva konstitucija, ki v mnogih ozirih kopira francosko konstitucijo. 
Julija 1807 je z Rusijo in Prusijo podpisal mir, Britanija pa je že tretjič ostala sama, vendar je svojo vojsko pošiljala v Severno Španijo ter tako pomagala v boju proti Napoleonovemu zavzetju Portugalske in Španije. Borila se je tudi proti državam, ki so bile del celinske zapore. Španiji se je v boju proti Napoleonovi prevladi pridružila tudi Italija. 

### Koalicijska vojna kot pobuda za nastanek francoske himne
S koalicijskimi vojnami pa med drugim povezujemo tudi današnjo francosko himno. Po francoski revoluciji je leta 1792 bila napovedana vojna prvi koaliciji. Himna se je rodila, ko je Claude-Joseph Rouget de Lisle improviziral z besedilom neke pesmi na strasbourški zabavi. Pesem je kmalu postala tako priljubljena, da je celo spremljala bataljon prostovoljcev iz Marseilla pa vse tja do Pariza. Ob prihodu v Pariz se je izkazala za tako privlačno, da so jo poimenovali La Marseillaise (po prebivalcih Marseilla). Spremljala je korak mnogokatere revolucionarne vojske, ki so korakale po Evropi, prevedena pa je bila v veliko jezikov. 14. julija 1795 je bila formalno sprejeta ter postala nacionalna himna (do tedaj so himne bile kraljeve). Danes velja za francosko himno. Za razliko od francoske pa španska himna nima besedila. Velja za eno izmed najstarejših na svetu, saj njeni začetki segajo že v leto 1761. Karel III. bi jo naj leta 1770 poimenoval Marcha de Granaderos v poklon častnemu korakanju. Sčasoma se je predvajala na javnih prireditvah, javna himna pa je postala med vladanjem Izabele II.

### Sporazum Fontainebleau
27. oktobra istega leta sta Karel IV. in Napoleon I. Bonaparte podpisala sporazum Fontainebleau glede okupiranih ozemelj na Portugalskem. S sporazumom je se je Portugalska razdelila na tri dele, in sicer na Entre-Duoro-e-Minho provinco (severni del), ki je pripadala Etrúrijanskemu kralju, Principado dos Algarves (južni del), ki je pripadala španskemu ministru D. Manuelu Godoyu ter osrednji, centralni del, ki se je imenoval Em Depósito Até à Paz, ki je bil rezerviran za morebitna pogajanja z Anglijo glede Gibraltarja in otoka Trinidad. Ostale so še ostale čezmorske kolonije, ki so bile razdeljene kasneje med Španijo in Francijo. S sporazumom se je Portugalsko kraljestvo razdelilo med sinjorije (plemiške družine). Leta 1807 je francoska vojska okupirala Lizbono in Janez VI., takratni portugalski kralj, se je bil primoran z družino preseliti v Brazilijo. Spotoma je francoska vojska okupirala tudi neka španska ozemlja, kar je pripeljalo do španske osamosvojitvene vojne. 

## Čas Karla III.
Rodil se je leta 1716. Španski kralj je postal 10. avgusta 1759 ter tako nasledil kralja Ferdinanda VI. Med svojim vladanjem je močno promoviral znanost, razvoj univerz, prosto trgovino in modernizacijo agrikulture. Skušal je znižati vpliv cerkve ter se izogniti visokim stroškom vojn. Kljub raznim finančnim izgubam je še danes poznan kot dober kralj s pomembno zapuščino. 
Glavni cilj njegovih ministrov je bil izboljšati ekonomijo ter uvesti reforme glede industrije, trgovine in kmetijstva, hkrati pa omogočiti prost pretok trgovanja. Razlog za te ideje je bil v nezmožnosti industrije, da bi se razvila in modernizirala, v tem, da se je trgovina razvijala dokaj neenakomerno ter v tem, da je večina zemlje še vedno pripadala premožnim plemičem in cerkvi. 
Pomembna posledica vpliva njegovih razsvetljenskih ministrov se vidi v razkolu med tradicionalnimi katoliki (špansko católicos tradicionalista) in 'pofrancoznjenimi' reformisti, ki so težili k francoski ideologiji. Posnemanje francoskih idej in sistemov je bilo takrat močno razširjeno, saj je Francija veljala kot ideal, kot simbol perfekcije, zato so v Španiji mislili, da bodo s posnemanjem njenega delovanja dosegli ideale tudi v lastni državi. 

### Upor Esquilache
V času vladanja Karla III. in njegovih ministrov je prišlo do vstaje Esquilache. Gre se za upor, voden s strani vedno bolj nezadovoljnega ljudstva zaradi večanja stroškov kruha ter ostalih osnovnih živil, kot posledica reform ministrov Leopolda de Gregoria, Neapolitana in Esquilacha. Plan slednjega je bil med drugim zamenjati pokrivala madridskih prebivalcev s francoskimi, manjšimi in ožjimi klobuki. To bi naj bil korak k modernizaciji, hkrati pa k večanju javne varnosti, saj so stara španska pokrivala zakrivala obraz, ter bila tako krinka za mnoga kriminalna dejanja. 
Z razvojem proste trgovine in trgovskih poti so se pričele večati tudi cene živil. Kruh, olje, sušeni mesni izdelki in premog so postajali vse dražji. Odziv ljudstva je bil skoraj takojšen – z ulic so trgali plakate za promocijo njegovih reform ter vzklikali »Živela Španija, smrt Esquilachi!«. Kralj se na burne odzive ljudstva ni kaj dosti odzival. Izgredniki so zato šli še dlje ter uporniško korakali okoli kraljeve palače. Papež je nato kralju zagrozil, da bo oskrunil njegovo palačo, če ne bo uveljavil peticije, na kateri so uporniki med drugim zahtevali naslednje:
- minister Esquilache in njegova družina morajo nemudoma zapustiti Španijo
- v parlamentu so lahko le španski ministri (Esquilache je bil Italijan)
- da se znižajo cene osnovnih živil
- da se čete umaknejo nazaj v štab
- da se lahko še naprej nosijo veliki klobuki in kape
- da te zahteve izgovori in zadovolji kralj sam

Kralj je to tudi storil, kar je za določen čas umirilo ljudstvo. Kljub temu pa je upor pripeljal do razkola med katoliško tradicijo ljudstva in antikatoliškimi reformatorskimi misleci. 

## Čas Karla IV.
Karla III. je nasledil njegov sin Karel IV., ki se je izkazal za manj učinkovitega in karizmatičnega kot pa njegov predhodnik. Rodil se je leta 1748 v Italiji, ko je njegov oče Karel III. takrat bil kralj Neaplja in Sicilije. Kljub temu, da je bil drugi sin, se je povzpel na prestol zaradi duševne zaostalosti starejšega brata. Za kralja je bil okronan po očetovi smrti in sicer 14. decembra 1788. Njegovi glavni interesi so se bolj kot na vladanje osredotočali na druge hobije, kot npr. lov. Vladanje je tako prepustil ministrskemu predsedniku in svoji ženi Mariji Luisi Parmski, ki je po mnenju mnogih veljala za zlobno in spletkarsko, med drugim pa se je zapletla v ljubezensko razmerje z enim od njegovih ministrov.
V njegovem času se zahvaljujoč grofi Floridablancu močno razvije ekonomija, trgovina v Ameriki pa se liberalizira. Krepil se je tudi konservatizem, zatiranje, inkvizicija. Z Godoyem se je nadaljevala politika nevtralnosti med Španijo in Francijo. Kljub temu je slednja Španiji napovedala vojno zaradi španskega protesta glede usmrtitve Ludvika XVI. Po predpisanem premirju je bil sklenjen mir. 
Leta 1807 so francoske čete preko Španije napadla in okupirale Portugalsko, zaradi česar se je zavezništvo med državama pretrgalo, vse bolj pa se je začela krepiti ideja o zavezništvu z Združenim kraljestvom. To francosko invazijo imenujemo Upor Aranjuez (špansko Motín de Aranjuez). 2. maja 1808 pa se je z Manuelom Godoyem tako pričela španska vojna za neodvisnost. 
V času Karla IV. se je začel manjšati tudi prestiž visokih krogov, med pomembnejše reforme pa štejemo tudi preklic salijskega prava, ki je v veljavo stopil s prvim burbonskim kraljem, Filipom V. Kljub ukinitvi zakona pa le-ta v času Karla IV. nikoli ni stopil v veljavo. 
Konec njegovega vladanja zaznamuje Napoleonova vojaška okupacija Španije. Po abdikciji je nekaj časa preživel v izgnanstvu, sprva v Franciji, nato v Italiji. Leta 1814 je oblast padla v roke sina Ferdinanda VII. 

### Upor v Aranjuezu
Dogodki so leta 1808 vodili k uporu, imenovan Upor Aranjuez (špansko Motín de Aranjuez). Vstaja je potekala proti španskemu kralju Karlu IV. ter se odvijala v mestu Aranjuez. Trajala je dva dni, in sicer od 17-19 marca. Ta dogodek Španci še danes praznujejo vsako leto na začetku septembra kot spomin na padec monarhije. Upor so vodili nezadovoljni državljani in podporniki Ferdinanda. 
Prisotnost Napoleona, navzočnost francoskih garnizonov ter vsiljevanje Napoleonovega brata Jožefa na španski prestol je v Špancih prebudilo srd. Sledile so razne vstaje, upori in vojne. Leta 1812 pa je Španiji s pomočjo Portugalcev in protifrancoskih liberalcev uspelo sprejeti liberalno ustavo ter ponovno ustoličiti prvotnega monarha, Ferdinanda VII. 
V začetku 19. stoletja pa je potrebno omeniti tudi Simona Bolivarja, ki je zaslužen kot vodja v boju za osvoboditev južnoameriških kolonij izpod španske oblasti in za osamosvojitev Venezuele, Kolumbije, Ekvadorja, Peruja in Bolivije. Slednja je po njem dobila tudi ime. 

## Čas Ferdinanda VII.
Ferdinand VII. je bil dvakrat španski kralj. S prestola je odstranil svojega očeta Karla IV. ter zavladal dva meseca dokler ni bil prisiljen odstopiti leta 1808. Celotno špansko vojno za neodvisnost je preživel v zaporu v mestu Valençay. Po vojni je leta 1813 ponovno ustoličen v monarha. Je mož mnogih reform. Ponovno je vzpostavil absolutizem, ustavo v Cádizu pa prepoznal za sporno. Preganjal je tudi liberalce, saj je bil mnenja, da so njihovi interesi proti državi. Po mnogih letih vojn je bila Španija popolnoma uničena, možnosti, da bi se jo vrnilo v prvotno stanje, pa ni bilo. Med drugim ukine tudi svobodo tiska ter ponovno ustanovi inkvizicijska sodišča. Kljub temu pa prepove salijski zakon. S tem so na prestol lahko prišle tudi ženske. S tem dejanjem pa se nekateri niso strinjali. Te nasprotnike po špansko imenujemo calistas. Le-ti so mnenja, da ženske za prestol niso sposobne, ter da je njihovo delo doma, da skrbijo za otroke ter se ukvarjajo z domačimi opravili. 
Njegovo vladanje se v grobem deli na tri dele. V zadnjem, ki traja od leta 1823-1834 je najmanj uspešna. 

### Čas Izabele II.
Po njegovi smrti je oblast prevzela njegova hči Izabela II., saj Ferdinand v štirih zakonih ni imel moških potomcev. Njeno vladanje je imelo stalno negativen prizvok, saj je bilo označeno s politično nestabilnostjo. V njenem času potekajo razne vojne calistov (tistih, ki so za salijski zakonik), prišlo je do raznih ekonomičnih in političnih problemov. Med njenim vladanjem se je izmenjalo kar 41 vlad. Maja 1844 se ustvari prva civilna španska garda in sicer z razlogom, da ohrani red na podeželju ter se bori proti razbojnikom in anarhistom. 
V njenem času je izvedla veliko reform, tudi davčnih, je pa njeno vladanje zaznamoval tudi upad ekonomije, saj tako kot njena mati ni bila ravno pisana za prestol. Sploh v zadnjih letih njenega vladanja se je njena nepopularnost izdatno povečala, obsedena pa naj bi bila tudi s spolnostjo. 
Leta 1851 jo je nasledila njena hči, Izabela Burbonska. 

## Španska vojna za neodvisnost (1808 – 1814)
Španska nasledstvena vojna se je začela v času napoleonskih vojn. Španija se je v tej vojni združila skupaj z Veliko Britanijo in Portugalsko. Skupaj so se spopadle proti Francozom, saj so le-ti na španski prestol želeli postaviti Francoza, Napoleonovega brata Jožefa I. Napoleona. 
Ta čas je bil za Španijo čas krize – razpadal je stari režim kraljev, dogajale so se razne politične, ekonomske in socialne krize, hkrati pa je prihajalo do reform na vseh področjih. Španska oblast je nato dovolila postavitev francoskih čet na španskem ozemlju, saj so Francozi želeli prodreti do Portugalske, da bi jo s tem prisilili, da onemogoči trgovanje z Anglijo ter zapre svoja pristanišča. Čete so v Španiji zavzele tudi strateško pomembna ozemlja, kar je kasneje Napoleonu omogočilo, da je na oblast posadil svojega starejšega brata. Nezadovoljstvo ljudstva se je stopnjevalo ter leta 1808 privedlo do upora v Aranjuezu. 
Sprva je mestna vstaja prerasla v vsesplošni in državni upor. Začela se je španska vojna za neodvisnost ter boj proti Francozom. Leta 1812 je britanska vojska s pomočjo gverile ter španske in portugalske vojske pregnala francosko vojsko. Poraz francoske armade v Rusiji pa je privedel do umika francoskih čet v Španiji. Leta 1813 je tako Jožef I. dokončno zapustil španski prestol. 
11. decembra istega leta so podpisali sporazum v Valençayu, s čimer se je vojna končala. Naslednjega leta se je na prestol vrnila španska kraljeva družina, Ferdinand VII. pa je bil ponovno ustoličen. Leta 1814 se francoske čete umaknejo iz Barcelone. 

## Cortes de Cadiz ter španska ustava
Parlament Cádiz je bil prvi neodvisni državni zbor v Španiji. Predstavljal je konec kraljestev. Prva seja je potekala 24. septembra 1810 v stavbi, danes poznani pod imenom Real Teatro de la Cortes. Predstavljal je velik korak k liberalizmu in demokraciji v španski zgodovini. Leta 1812 je tako prišlo do prve španske ustave, ki je ustanovila prvo ustavno monarhijo ter eliminirala vsako institucijo, ki bi privilegirala le določene skupine ljudi. Ta ustava je liberalna, zagotavlja parlamentarno / ustavno monarhijo, ukine privilegije plemičev, zagotovi svobodo tiska ter uredi položaj ženskih in moških samostanov. 
Njeni koncepti so v prvi vrsti namenjeni ljudem (ljudstvu), svobodi, neodvisnosti in reprezentativnosti. 
V tem času se je veliko vlagalo v izobrazbo vseh ljudi, kar je bilo tudi izjemnega pomena. Razvile so se prve institucije kulturne in državne narave in univerze (med njimi na primer Real Academia de la Lengua in Real Academia de Buenas Artes). V arhitekturnem stilu pa se je oponašalo razne estetične modele, ki so težili k tradicionalizmu in razsvetljenskemu stilu. ¸
V parlamentu je prišlo do delitve na liberalce, ki so zagovarjali principe francoske revolucije za modernizacijo ter na absolutiste, ki so zagovarjali stari nedemokratični in neliberalni kraljevi absolutistični režim vodenja države – se pravi absolutno monarhijo.  

## Prehod k razsvetljenstvu in novo stoletje
Obdobje razsvetljenstva se je pričelo po srednjem veku in renesansi v 18. stoletju, in sicer s francosko revolucijo, ki je predstavljala zgodovinski, simboličen in problematičen fenomen tistega časa. V nekaterih državah se je obdobje zavleklo vse tja do 19. stoletja. 
Kljub temu, da se je drugod po Evropi začel že v 18. stoletju, pa na španska tla pride dokaj pozno, predvsem zaradi razširjene nepismenosti. Pomemben je sploh med vladanjem Karla III. (1759 – 1788), ki nadaljuje z reformami na urbanističnem, industrijskem, kmetijskem in komercialnem področju. Obdobje pa sovpada pa tudi z vladanjem predhodnika Karla III., Fernandom VI. Zajel je predvsem buržoazijo, nekaj malega pa tudi aristokracijo. V glavnem tiste, ki so imeli dovolj denarja. Kljub temu, da je bilo razsvetljenstvo v Španiji dokaj razširjeno, pa je obsegalo le procent vsega prebivalstva. Kmetje se za obdobje niso zanimali, prav tako se zanj niso zmenili revni sloji, katerim glavni cilj je bilo preživetje, ne pa izražanje v umetnosti. 
Glavni cilji obdobja so bile reforme, usmerjenost v razum, racionalizem, empirizem, razvoj znanstvenih metod, propaganda modernizaciji družbe itd. Skupno mnenje je težilo h koncu predsodkov, tiraniji in ignoranci, brez katerih bi svet postal boljši. Kljub naprednim idejam pa je mišljenje o ženskah bilo dokaj nazadnjaško. Le-te so imeli nižji položaj kot moški, mišljene pa so bile tudi kot manj pomembne. 
V tem času se v Španiji zgradijo razne akademije in kulturne institucije, med drugim tudi Kraljeva Španska Akademija (špansko Real Academia Española – RAE) za področje jezika, zgodovine in medicine. 
Med najbolj znanimi osebnostmi razsvetljenstva v Španiji je Gaspar Melchor de Jovellanos. Bil je španski filozof, pisatelj, akademik in politik. Po študiju prava se je v domači Asturiji zavzel predvsem za reforme na kmetijskem, industrijskem, družbenem, izobraževalnem in agrarnem področju. Nasprotoval je inkviziciji ter podpiral odcepitev španske narodne cerkve od Rima, za kar si je prislužil mesto v zaporu na Majorki. Precej blizu pa je bil tudi kralju Karlu III. Med najbolj znanimi deli je tudi knjiga z naslovom Informe sobre la ley agrícola, kjer piše o potrebah po spremembi kmetijskih zakonov. 
V zgodnjih začetkih 19. stoletja, natančneje leta 1810, pride do novega zakona – do svobode izražanja, se pravi svoboda govora in pisanja. Tri leta kasneje je konec španske inkvizicije, leto kasneje pa pride do ukinitve cehov in privilegijev malih skupin, kar je zagotovilo ekonomsko, komercialno in delavsko svobodo. 

### Zenón de Somodevilla, markiz Ensenade
Zenón de Somodevilla, grof Ensenade, državni sekretar, svetovalec Filipa V., Ferdinanda VI. in Karla III. se je rodil 20. aprila 1702 ter umrl 2. decembra leta 1781. Bil je politik ter predstavnik obdobja razsvetljenjstva. Uvedel je mnoge reforme, med drugim tudi reformo glede davkov. Po njegovem sistemu se je po novem višina davkov določala glede na premoženje - tisti, ki so imeli več denarja, so jih plačali več, tisti, ki pa so pripadali revnemu sloju, so jih plačali manj. S tem se je uveljavilo enotno obdavčevanje, ki razveljavi prejšnji kataster. Tako je ustvaril nov kataster, ki nosi njegovo ime. 
Bil je zelo aktiven, inteligenten, odgovoren, zapeljiv in zahteven - sploh do sebe. Držal se je strogega urnika - vstajal se je zgodaj zjutraj, z dela pa odhajal pozno. Te dobrine so mu prinesle mnogo podpornikov, med drugim se je nanj navezal tudi Ferdinand VI. Leta 1747 je bil proglašen za glavnega generala in tajnika Marije-Barbare de Bragance. Ukvarjal se je z ekonomijo, tematiko vojn in pomorstva ter Inki. Do leta 1748 je svoj nadzor in oblast razširil na vsa področja. 
Kljub temu, da njegovo vladanje sovpada z obdobjem razsvetljenstva, pa je sam bil bolj konservativec kot reformator. Kljub temu je bil odprt za nove ideje glede reform v državi. Njegova cilja sta bila, da Španijo prikaže kot močno plemiško državo ter da se otrese francoskega in italijanskega vpliva. 
V prostem času ga je zanimal predvsem razvoj znanosti. Ustanovil je kirurško šolo v Cádizu (špansko Rel Colegio de Cirugía de la Armada en Cádiz), Kraljevo akademijo umetnosti Svetega Ferdinanda leta 1752 (špansko Real Academia de Bellas Artes de San Fernando), Kraljevo medicinsko akademijo, Astronomski observatorij, naredil pa je tudi projekt za arhiv v Madridu. 
Veliko pa je pripomogel tudi k razvoju trgovine. Izboljšal je sistem transportiranja po rekah, moderniziral je pristanišča v Barceloni in Palma de Majorque. Podpiral je uvedbo manufaktur za platna in preproge. Navsezadnje pa se je zanimal tudi za napredek trgovine v kolonijah, kjer je uvedel monopol z namenom, da bi izkoreninil korupcijo v trgovini. S tem se je višal dobiček, odstotek goljufov pa se je izdatno zmanjšal.

## 19. stoletje - čas liberalizma
19. stoletje je med drugim tudi stoletja razvoja liberalizma. Španija je v tistem času predstavljala eksperimentalna tla za njegov razvoj, saj je bil prepad med skrajnimi radikalci (špansko exaltados) in skrajnimi monarhisti s podporo cerkve (špansko apostolicos) močno opazen. Obubožanim in izprijenim monarhom kar ni bilo konca; mednje med drugim uvrščamo tudi Ferdinanda II., Izabelo II., Alfonza XII., ki so se obračali po vetru. Nove liberalne ustave pa so se razveljavile prav tako hitro kot so se začele. Po kratki vladavini Amadeja, ki je bil vojvoda Aosta, se je leta 1873 zgodila celo prva španska republika (1873-1874), vendar ni trajalo več kot eno leto. Njen prvi predsednik je bil Francesc Pi i Margall (špansko Pi y Margall). Glavni problemi te republike so bili federalizem, regionalizem, neokatolicizem in tretja kreolska vojna. Šele v času Alfonza XIII. se je liberalna sredina stabiliziralo do te meje, da je imela moč ohranjati ustavno monarhijo vse tja do dvajsetih let 20. stoletja. 
Tekom tega stoletja so se zamenjali kar štirje predsedniki. Politična korupcija je prvo republiko pahnila v propad, s čimer se je pričel razvijati anarhizem. Španska nestabilnost je bila podkrepljena še leta 1898 ob izgubi Kube, kar je za Španijo predstavljalo velik udarec, saj je s porazom Španija med drugim izgubila več kot 50 tisoč vojakov in večino mornarice. 
Po izgubi Kube so mnogi zahtevali 'narodno prenovo'. Predvsem politiki so klicali po spremembah ter nagovarjali nove skupine pisateljev, katerih dela so največ obetala. To skupino novih pisateljev imenujemo Generacija '98.
Med drugim pa je 19. stoletje čas reformizma po eni in industrializacije po drugi strani. Slednja Španijo razdeli na dva dela: na urbano, bogato, katoliško in konzervativno ter po drugi strani revno, ruralno in neplemiško. Proti koncu stoletja pa se v Kataloniji in Baskiji prične proces industrializacije - se pravi na ozemljih, kjer so v času karlističnih vojn izbruhnili upori in vstaje nasprotnikov liberalizma. 

### Čas Jožefa I. Bonaparte
Prehod v 19. stoletje je med drugim zaznamovalo tudi vladanje Jožefa I. Bonaparta. Bil je najstarejši brat Napoleona. Slednji je Jožefa povzdignil v kralja Neaplja in Sicilije (1806 – 1808) in nato Španije (1808 – 1813) kot Joséja I. V Španiji je za razliko od Neaplja bil izjemno nepopularen. Po njegovem prihodu je kmalu sledila Španska vojna za neodvisnost (1808 – 1814). Španski upor je v prvi vrsti pomenil nezadovoljstvo glede novih institucij in idej, sploh pa proti staremu sistemu vladanja, ki ni bil usmerjen v liberalnost. Kljub temu, da je vedel, da ne bo nikoli sprejet s strani španskega ljudstva, je končal s špansko inkvizicijo. Po letu 1813 se je vrnil v Francijo.
Po tem času se do leta 1920 obdrži izmenjujoča vlada (špansko Gobiernos de turnos). Dogovorili so se, da bo nekaj časa vladala ena, nato pa druga stran. Medsebojno so tako izmenjavali konservativci in liberalci, kar je vodilo v korupcijo. Čas Burbonske restavracije tako kličemo caciquismo. Trajal je od 1874 – 1931. Isti fenomen najdemo na Portugalskem v času ustavne monarhije (1820-1910).  

## Čas karlističnih vojn
Karlistične vojne so se odvijale med leti 1833-1976. Na eni strani so se podporniki tradicionalnega absolutizma, ki so zaprisegali monarhiji in veri, se pravi konservativci na drugi strani pa so bili podporniki podporniki liberalnega sistema. Središče konzervativcev je predstavljal predvsem sever - Baskija, Navarra, sever Katalonije. V glavnem se gre za vojno proti liberalnim in ekonomskim reformam, ki bi lahko na kakršen koli način škodovale veri ali monarhiji. Njeno geslo se glasi 'Bog, domovina, Bog'. 
Med razlogi za te vojne je v prvi vrsti vprašanje glede nasledstva po smrti Ferdinanda VII., saj le-ta po smrti ni imel moških potomcev. Tako je leta 1830 razveljavil salijski zakonik, ki pravi, da prestola ne morejo dedovati ženske. S tem je razburil svojega brata Karla Marie Isidruja, ki je bil njegov edini legitimni naslednik, in kateremu so se kasneje pridružili tudi nasprotniki liberalizma ter pristaši stare tradicije dedovanja. Na prestol je pri komaj treh letih prišla hči Izabela, a je na mesto nje do višje starosti vladala njena mati, Marija Kristina. To je vodilo v vnet boj med konservativci (karlisti) na eni ter podporniki Izabele in liberalizma na drugi stani. Konflikte danes poznamo pod imenom karlistične vojne
Prva karlistična vojna je potekala od 1833 - 1839 in sicer na skorem celotnem območju tedanjega španskega ozemlja. Pričela se je z uporom karlistov v Baskiji in Navarri, ter se nato razširila tudi na podeželska in ruralna območja. Urbana območja pa so medtem ostala v rokah nasprotnikov, se pravi podpornikov Izabele. Ferdinandov brat, Karl Maria Isidru, se je postavil na čelo konservativcev. Njegov namen je bil osvojiti Madrid, vendar mu kljub pomoči Rusije, Prusije in Avstrijskega cesarstva spodletelo. Med drugim je potrebno omeniti, da je liberalni protinapad bil zelo močen - liberalci so imeli podporo Anglije, Francije in Portugalske. Z Vergarsko konvencijo se je prva vojna končala. 
Druga karlistična vojna je trajala od leta 1846-1849. Vnovič gre za razna nestrinjanja in vstaje med konservativci in liberalci. Upor se je pričel v Kataloniji vendar je bil za razliko od prvega hitro zadušen. Vzrok za to vstajo bi naj bila poroka med Izabelo in karlistom, do katere ni prišlo. Tako si je kraljica, raje kot konservativca in nasprotnika, za moža izbrala bratranca Francisca Asiškega Burbonskega, ki je bil tudi vojvoda Cádiza. Druga karlistična vojna je tehnično bolj dovršena kot prva, vseeno pa je po koncu pustila mnogo odprith konfliktov, sploh na področju ekonomije, politike in družbe. 
V obdobju po drugi in pred tretjo karlistično vojno se je zgodilo mnogo manjših uporov. Nasprotniki so na prestol želeli spraviti Karla VI. ter zahtevali odstop Izabele II. Med najbolj znanimi upori je upor, danes pozna pod imenom Španska oz. septembrska revolucija. Gre za vstajo, ki se je odvijala nekaj dni v septembru z namenom, da bi se kraljico Izabelo II. odstranilo z oblasti ter da bi se končala Burbonska monarhija. Vzroki zanjo pa so med drugim slab ekonomski in politični položaj ter pomanjkanje močne industrializacije. 
S koncem njenega vladanja se je končala tudi dinastija Burbonov. Pričel se je proces demokratizacije, ki je trajal šest let, natančneje od 1868-1874. S tem procesom se je zmanjšal finančni primanjkljaj v državi. 
Leta 1872 pride do tretje karlistične vojne, ki je trajala do leta 1876. Na prestol pride nov kralj Amadej Savojski. Zaradi njegovih italijanskih korenin se je v mnogih Špancih zbudil odpor do vladarja. To je posledično privedlo do tretje karlistične vojne. Leta 1875 je na oblast prišel sin Izabele II., Alfonzo XII., s katerim se je pričelo obdobje restavracije burbonske monarhije. Naslednjega leta so bili karlisti premagani v celi državi, njihov 'vodja' Karel VII. pa je bil primoran zapustiti državo. Po vojni se je karlizem razdelil na dve veji. 
Karlistične vojne so terjale okoli 300.000 žrtev. 

## Osamosvojitev kolonij in Kreolske vojne
Med drugim sta med njegovim vladanjem Mehika in Venezuela postali neodvisni. Hkrati se začno počasi osamosvajati tudi ostale kolonije, med prvimi je Haiti leta 1804. Zadnja španska kolonija pa je Zahodna Sahara. 
Pri tem moramo omeniti tudi Kreole (špansko Criollos). To so ljudje španskega porekla, ki so živeli v Latinski Ameriki in so bili tam tudi rojeni. Podrejeni so bili Peninsulares, se pravi tistim, ki so ravno tako živeli v Latinski Ameriki, ampak so bili rojeni v Španiji. So pa navkljub temu predstavljali višjo kasto kot ostali, ki so bili mešane krvi – domorodci, afriški sužnji… V času Habsburžanov so le-ti imeli veliko neodvisnosti in pravic, kar pa se je spremenilo v času reform Burbonov, natančneje v času Karla III. Le-ti so zaradi izpraznjene blagajne in slabega ekonomskega statusa potrebovali denar, zato do višali davke. Nezadovoljstvo se je stopnjevalo do 19. stoletja, ko je zaradi nepravične politike prišlo do upora proti Peninsulares. S podporo ostalih kast so se Kreoli zbrali v skupne upore, ki so kasneje prerasli v vojne za neodvisnost. 
Prva vojna traja od 1833 – 1840. Odvijala se je med absolutisti in tradicionalisti v slabo razvitih podeželskih predelih. Gre se za zelo konzervativno gibanje z geslom Bog, domovina, privilegiji in kralj. Druga vojna se je odvijala med 1846 – 1849. Šlo se je za manjšo vstajo v Kataloniji. Uporniki so na prestol želeli postaviti Karla VI. V Galiciji je šlo še za manjši upor. Utišan je bil s strani Ramóna Maríe Narváeza. 
Tretja vojna je potekala med leti 1872 in 1876. Kraljica Izabela II. je bila poražena s strani liberalnih generalov leta 1868 ter naposled zapustila Španijo. Parlament je na njeno mesto postavil Amadeja I. Španskega, znanega tudi pod imenom Luigi Amedeo Savojski (špansko Amadeo I de España), vojvodo dežele Aoste. Njegovo pomanjkanje energije za vladanje ter politična nedoslednost je začrtala njegovo nesposobnost vladanja. Karel VII. je rešitev v nasiljih in uporih videl le z uporabo orožja, s čimer se je pričela tretja kreolska vojna.
Zadnja, četrta vojna je trajala od 1936 – 1939. Gre za civilno vojno proti Francu in sekularizmu. 

## Čas med obema svetovnima vojnama
S prihodom prve svetovne vojne si je lahko Španija nekoliko oddahnila. Politični sistem je res da skoraj razpadel, je pa kljub vsemu Španiji uspelo, da je obdržala svojo nevtralnost ter v osiromašeno in lačno Evropo izvažala blago in zlasti hrano.
Španska politika je postajala vse bolj polarizirana, tako je l. 1931 Alfonz XIII. razglasil Drugo republiko. Tekom le-te so razni politični protesti postajali vse bolj pogosti. Dogajale so se razne demonstracije, industrijski delavci so se povezovali v sindikate ter zahtevali boljše delovne pogoje in višje plače. Pod vodstvom republikancev in anarhistov pa so l. 1909 (pravimo mu Tragični teden) barcelonske ulice preplavili delavci, ker so se uprli vpoklicu v vojsko – posledice za njih so bile krute. 
Po prvi svetovni vojni so se tla v Španiji pripravljala na državljansko vojno. Še večja zmeda je v Španiji nastala zato, ker se je vojna zgodila ravno takrat, ko je bilo rivalstvo med komunisti ter fašisti na vrhuncu – država je tako predstavljala laboratorij hudih političnih praks, vstaja vojske leta 1936 pa je pritegnila pozornost Hitlerja in Stalina, agonija pa je državo povedla do poraza demokracije. Vendar moramo ob vsem tem pripomniti, da se je kaos na španskih tleh pripravljal že dalj časa. Korenine konfliktov so bile zakoreninjene že dolgo nazaj v španski zgodovini, kar je sedaj pripeljalo do vse večjih prepirov, nestabilnosti ter zmede. Problemi so se pojavljali tako v njeni polarizirani družbi kot v nerešljivih zemljiških konfliktih, saj je več kot polovica celotnega ozemlja tedanje Španije pripadala manj kot 1 % vsega prebivalstva, medtem ko je množica kmetov dobesedno životarila ter bila na pragu stradeži. Prav tako je huda gospodarska depresija prizadela mali delavski razred. Veliko vlogo v tem je imela tudi rimskokatoliška cerkev, ki je bila v gospodarske zadeve globoko vpletena. Bila je namreč posestnica in nadzornica mnogih podjetij, kar je za posledico imelo izrazito brezčutno hierarhično družbo, ki so jo sestavljali duhovnik, veleposestnik ter častnik. Vsi trije so namreč delovali v lastno korist, se bogatili na račun revnih, bili so nepripravljeni sprejeti kakršnekoli demokratične reforme ter zavračali vsak interes nižjih slojev za boljše razmere. Posledično se je na španskih tleh v tem času odvila vrsta uporov in socialnih protestov, ki so bili upravičeno obupani, divji ter izrazito antiklerikalni. 
Z odstopom Alfonza leta 1931 je sledilo pet let ustavne vladavine (1931-1936), kar je povzročilo totalni kaos. Veleposestniki so iz svojih posesti kmete raje pregnali, kot pa sprejeli novo reformo. Ne glede na trud, nove zakonodaje, ki bi naj uvedla državne šole, ločila cerkev od države ter razvezala zakon, ni bilo moč uveljaviti. Na volitvah leta 1936 je zmagala leva Ljudska fronta (Frente Popular). Sestavljali so jo republikanci, socialisti, Katalonci in komunisti. Osrednja vlada je izgubljala na nadzoru, Katalonci so želeli samoupravo, kmetje so zasedali veleposestva in organizirali upore, delavci pa stavko za stavko. Močno so se povečali tudi politični umori ter požigi cerkva. Država je postala neobvladljiva, vendar situacija še zdaleč ni dosegla vrhunca. 

## Čas pred, med in po Španski državljanski vojni
l. 1933 sin zloglasnega Miguela Prima de Rivera, José Antonio, ustanovi fašistično stranko, imenovano falanga. Falangisti so po zmagi na volitvah l. 1936 kaj kmalu začeli pobijati vladne privržence. Prišlo je do upora generalov za voljo narodne časti in reda. L. 1936 so se nacionalistični generali uprli vladi, s čimer se je sprožila španska državljanska vojna in 36 let vojaške diktature. Republikanci so nacionalistične borce pod vodstvom generala Franca uspešno zaustavili, a so zahvaljujoč Hitlerju in Mussoliniju le-ti kmalu prišli do zmag na severu in vzhodu. Proti njim se je borila tudi Sovjetska zveza, Velika Britanija in Francija pa sta v strahu pred Nemčijo proglasili nevmešavanje, a kljub temu dopuščali sodelovanje državljanom z Ameriko, ki je prav tako stala na strani proti Francu. L. 1939 je Madrid dokončno padel, po drugi svetovni vojni pa so usmrtili še na tisoče republikancev. 

## Španska državljanska vojna
Leta 1936 so generali udarili še drugič. General Francisco Franco je iz poveljstva na Kanarskih otokih priplul v Tetuàn ter izdal manifest. Leva Ljudska fronta dobi nasprotnico, desno koalicijo, v kateri sta bili tudi Ljudska akcija ter fašistična Falanga (Falange Española). Pritisk državljanske vojne (17. julij 1936 – 1. april 1939) je povečal vpliv skrajnežev, ki so bili radikalni, sploh pa nasilni. Falanga je postala glavni politični inštrument v vojski, komunisti pa so zavladali oblegani republiki, ter hkrati ustrahovali špansko prebivalstvo, kar je bilo za sam vpliv stranke tudi najbolj pomembno.
Za razliko od vojske Falange, ki je imela veliko podporo katoliške hierarhije, veleposestnikov, Portugalske, Nemčije, Italije, ter nasploh vseh, ki so v državi želeli vzpostaviti zakon in red, je imela vlada zelo malo profesionalnih čet, ki jih je lahko štela za svoje. Močno se je morala upirati na pomoč raznih levičarskih sindikatov (PSOE - socialisti, FAI - anarhisti, POUM – marksisti in antistalinisti, UGT, CNT - komunisti). Računala je lahko tudi na pomoč kmetov s podeželja, delavcev v mestih, antiklerikalcev ter nasploh vseh, katerim je bila ustavna vladavina na prvem mestu. Proti koncu vojne, ko je bil izid že znan, in ko je Franco izrekel znameniti slogan 'V državi je red' in 'Španija, ena sama, velika in svobodna', so se republikanski vodje pripravljali na pobeg, več tisoč beguncev pa je zbežalo preko Pirenejev. Španija je tako za nadaljnjih štirideset let ostala v rokah fašistov. 
Po mnenju mnogih je Franco zmagal zaradi tuje pomoči ter boljše oborožitve. Vendar tiči težava tudi v tem, da je bil Franco zmožen svoje čete ter pristaše poenotiti, medtem ko so republikanci v svojih vrstah bili nezmožni vzpostaviti enotno in učinkovito demokracijo. Francova zmaga je torej zaslužna tudi neredu nacionalističnih nasprotnikov, in ne samo dobri izvedbi totalitarnih elementov. 

### Umetnost med Špansko državljansko vojno
Kljub slabim življenjskim pogojem pa sta se književnost in umetnost hitro razvijali. Umetnik Pablo Picasso je eden izmed najbolj znanih umetnikov tistega časa. Napad na Guernico leta 1937 (bombardiranje mesta Guernika s strani nacistične legije Kondor; med drugim je Guernika bila prvo mesto, ki je bilo popolnoma uničeno zaradi bombardiranja) mu je služil kot navdih za sliko Guernica, ki je polna simbolov katastrofe – prikazan je kaos, trpeča mati, ki v naročju nosi mrtvega otroka, ranjeni konj ponazarja špansko ljudstvo, priče pokola presenečeno in nemo strmijo, roža pa ponazarja upanje. Na književnem področju pa je dobro omeniti Pía Baroja, ki velja za enega izmed najbolj nadarjenih in izvirnih romanopiscev tistega časa. Vsekakor pa je potrebno omeniti tudi Garcío Lorca, ki je bil najboljši španski dramatik in pesnik 20. in 30. let 20. stoletja. Zaradi homoseksualne usmerjenosti je postal tarča nacionalistov. Leta 1929 pa se je odvijala tudi svetovna razstava v Sevilji in Barceloni, ki je promovirala umetnost in industrijo, sejem pa je Španiji prinesel tudi mednarodno priznanje.

### Posledice vojne ter čas po letu 1945
Za Španijo je bila državljanska vojna tragična. Število žrtev se je gibalo vse tja od 400.000 do 1.000.000. Ostalim državam je pričela služiti za zgled, kaj vsega je zmožna manjšina ljudi, ki so se zmožni organizirati ter disciplinirati ter s tem prevzeti nadzor in vlado v državi. Tako kot Francovi nasprotniki kakor tudi zahodne dežele nad njegovim uspehom niso bile navdušene. Ustvarilo se je splošno javno mnenje, ki je dobilo protifašistični ton. Franco pa je med drugim krepil odločnost, da se bo postavil po robu Hitlerju ter Mussoliniju, obenem pa je zmanjšal odpor do Stalina.
Kot posledica grozot, ki so se dogajale v tistem času, so se mnogi Španci, med njimi tudi umetniki, pisatelji in intelektualci odločili, da se iz Španije izselijo. Množično je bilo tudi preseljevanje s podeželje v in ob mesta, kjer so si ljudje gradili barake in nesolidne stanovanjske bloke, česar pa, v nasprotju z vsem drugim, Franco ni mogel ustaviti na nikakršen način. Tenzije Francovega idealističnega režima, pod katerim bi bili cerkev in država združeni so postajale vse hujše. Njegov glavni cilj je bil vzdrževati red in ohranjati svojo avtoriteto absolutnega vladarja. Svojo kariero je pričel celo tako, da je dal pobiti več kot 40 000 nekdanjih nasprotnikov, mnogi so zaradi njega ostali v zaporu. Med 2. svetovno vojno pa se je odločno zavzel za to, da bi preprečil vstop nekdanjega zaveznika Hitlerja v Španijo. Med drugim je Franco zahteval brezpogojno podreditev in predajo republikancev, l. 1947 pa Španija razglasi monarhija s Francom kot regentom. 
Nacionalistični plakati so s fašističnimi simboli pozivali k 'boju za domovino, kruh in pravico', medtem ko so anarhistični plakati prikazovali boj za republiko. Ustanavljali so tudi razne kmetijske zadruge, vendar je njihov boj padel, ko jih je diskreditirala Komunistična stranka. Povojna Španija se je znašla na robu izstradanosti, leta 1953 pa je dobila pomoč od ZDA. Med drugim se je Španija po koncu vojne znašla v politični in diplomatski izolaciji. 

## Prehod v demokracijo
Fašizem je v državi pojenjal zelo počasi. Kljub temu, da se je prehod iz fašističnega v demokratični režim zgodil sila hitro, saj je bilo podpornikov Francovega režima bore malo, le-ta ni bil problematičen. Uveljavile so se razne gospodarske reforme, ki so odpravljale neskladja v državi. Leta 1969 Franco razglasi princa Juana Carlosa za svojega naslednika, kar pomeni, da se zopet prične dinastija Burbonov, in nenazadnje nova monarhija. Le-ta je sprva obljubljal, da bo nadaljeval s Francovim režimom, kar je verjetno tudi razlog za to, da ga je le-ta imenoval za svojega naslednika. Do preobrata je prišlo po njegovem kronanju, ko se je odločil za demokratično smer. 
Širiti pa se začne tudi množični turizem, ki je v 80-tih letih prejšnjega stoletja Španijo delal vedno bolj priljubljeno. Politična in demografska izolacija sta pojenjali, kljub temu pa je Španija še vedno imela nekaj nerazrešenih problemov, ki so posledično vodili v razne konflikte, med drugim tudi tiste glede včlanitve Španije v EGS (Evropsko gospodarsko skupnost). 
Leta 1977 se izvedejo prve svobodne volitve, s čimer se legalizirajo politične stranke, tudi komunistične. Leta 1982 se Španija priključi NATU, kar nekateri vidijo kot kontradikcijo socialističnim idealom, drugi pa kot izboljšanje mednarodnega položaja države. 
Po Francovi smrti se Španija znajde v negotovosti. Na volitvah leta 1982 tako zmaga Socialistična delavska stranka (PSOE) pod vodstvom Felipeja Gonzálesa, ki prične z modernizacijo Španije in jo v nadaljnjih 13-tih letih popolnoma preobrazi. S prihodom demokracije pa začno tudi ženske pridobivati vse večjo svobodo in bolj odprte možnosti. Posamezne regije začno dobivati vse več moči, a vztrajno nasilje baskovske separistične organizacije ETA (ustanovitev 1969; l. 1973 usmrtijo Francovega neomajnega premiera Carrera Blanca) še vedno predstavlja veliko grožnjo centralistični vladi. Poleg vprašanja baskovskega separatizma na severozahodu in katalonskega separatizma v Barceloni, pa se je Španija znašla tudi nerešljivem sporu z Veliko Britanijo glede Gibraltarja. 
Kljub slabim povojnim razmeram je bila rast španskega gospodarstva presenetljivo hitra, kar je pripomoglo k nastanku srednjega razreda kot faktor stabilizacije, ki je v Španiji do takrat vedno manjkal. S to blaginjo pa je prišel tudi turizem, z njim pa pritok tujega denarja, nove ideje in nov način obnašanja. 
V bran socialističnim idejam izvedejo tudi protestni shod zvezi NATO, leta 2004 pa Madrid prizadene najhujši teroristični napad v zgodovini, ki terja okoli 191 življenj. Istega leta pride na oblast José Luis Rodríguez Zapatero iz španske socialistične stranke, ki je l. 2008 podaljšal svoj mandat.
Španija danes velja za eno izmed najbolj obiskanih turističnih destinacij v Evropi.

## Izseljevanje iz Španije
Preseljevanje iz Španije se je pričelo že v času velikih odkritij. Takrat je šlo predvsem za naselitve v Novem svetu, se pravi Ameriki, popularna je bila predvsem Latinska Amerika. V 19. in v prvi polovici 20. stoletja pa so se zanimanja za Novi svet prelevila bolj v preseljevanje zaradi slabih gospodarskih razmer in slabega ekonomskega položaja. Eden izmed največjih valov preseljevanja je potekal po Francovi zmagi leta 1939, ko so se ljudje odhajali s trebuhom za kruhom, najpogosteje v Nemčijo, Mehiko ali na Nizozemsko, saj jih je bilo strah Francove diktature. Nekateri so, raje kot pa živeli pod njegovim režimom, naredili samomor. Po diktatorjevi smrti in prehodu v demokracijo pa se je preseljevanje ljudi znatno znižalo. 
Poleg selitev izven države pa so se na prehodu v demokratični režim znatno povečala tudi preseljevanja znotraj države same. Sploh mladi so na veliko zapuščali ruralna območja, ker jih je mikalo življenje v mestih. To je povzročilo širjenje mest, a hkrati tudi zamiranje podeželja, kjer je sedaj prevladovala pretežno starejša populacija. V 60-tih letih 20. stoletja se je iz ruralnih delov Španije v mesta preselilo okoli štiri milijone ljudi. Okoli 70 % vseh prebivalcev je tako živelo v mestih. Glavne točke priseljevanja so velika mestna središča kot npr. Madrid. 

### Posledice preseljevanja
Ena izmed glavnih posledic masivnega preseljevanja je bil kulturni šok. Na podeželju je živelo pretežno staro prebivalstvo, medtem ko je v mestih prevladovalo mlado prebivalstvo. Le-to je imelo drugačne vrednote in poznalo drugačen način življenja, kar je sprožilo kaos ob stiku z mestno populacijo. Še več, podeželje je postalo zelo redko poseljeno, mesta pa so pokala po šivih. 
S preseljevanjem je prihajalo tudi vedno več tujcev. Po drugi svetovni vojni in prehodu v demokracijo je Španija za razliko od prejšnjih let postala bolj ciljna država kot pa država izseljevanja. Povečalo se je tudi priseljevanje nelegalnih priseljencev, danes jih v Španiji živi okoli 1,5 milijona. Slednji se ukvarjajo predvsem z delom, za katerega ne želi poprijeti noben drug španski državljan. 
Po 1990 preseljevanje v Španijo močno poskoči. Glavni problemi so razlike med prišleki in ljudmi, ki so tam že živeli. Vse bolj opazne so razlike glede denarja, problemi pa se tičejo tudi samega prilagajanja in vključevanja v tujo družbo. Novinci imajo tako predvsem težave z adaptacijo v novo kulturo in družbo. 
Med pozitivne posledice štejemo predvsem demografsko raznolikost države in družbe ter več delovne sile. Med slabimi vidiki preseljevanja pa so predvsem vse večje razlike med ljudmi, rasizem, vse več prometa, posledično onesnaževanja, kakor tudi nelegalnih priseljencev, za katero so ustvarili tudi nov zakon, ki pa je po mnenju nekaterih diskriminatoren. 